# Darmstädter Madonna
Die Darmstädter Madonna (auch Madonna des Bürgermeisters Meyer) ist ein Gemälde von Hans Holbein dem Jüngeren (1497–1543), entstanden 1526 in Basel.
Es zeigt den Auftraggeber, den Basler Bürgermeister Jakob Meyer zum Hasen, sowohl mit seiner bereits verstorbenen als auch seiner damaligen Frau sowie mit seiner Tochter, die alle um die in der Mitte thronende Maria mit dem Jesuskind gruppiert sind. Die Bedeutung der weiteren männlichen Personen auf der linken Seite ist, wie auch die gesamte Ikonographie des Bildes, noch nicht endgültig geklärt. Das Bild gilt als Glaubensbekenntnis des katholischen, antireformatorisch eingestellten Bürgermeisters.
Das Gemälde vereint Einflüsse der italienischen religiösen Renaissancemalerei mit Elementen der altniederländischen Porträtmalerei. Für die Kunstgeschichte ist es nicht nur als bedeutendes Gemälde des 16. Jahrhunderts, sondern auch als Gegenstand einer kunsthistorischen Auseinandersetzung im 19. Jahrhundert relevant, in der mit wissenschaftlich-objektivierbaren Argumenten die Echtheit des Gemäldes diskutiert und belegt wurde.
Von 1852 bis 2003 im Residenzschloss Darmstadt aufbewahrt, wovon sich seine populäre Benennung ableitet, befand sich das Bild seit 2004 als befristete Leihgabe im Städelschen Kunstinstitut in Frankfurt am Main. Seit Januar 2012 hängt das Gemälde in der ständigen Ausstellung Alter Meister der Sammlung Würth in der Johanniterkirche in Schwäbisch Hall.
Das Gemälde ist als Kulturgut im baden-württembergischen Verzeichnis national wertvoller Kulturgüter registriert und darf daher nur als Leihgabe, jedoch nicht dauerhaft aus Deutschland ausgeführt werden.

## Entstehung

### Auftrag des Jakob Meyer zum Hasen

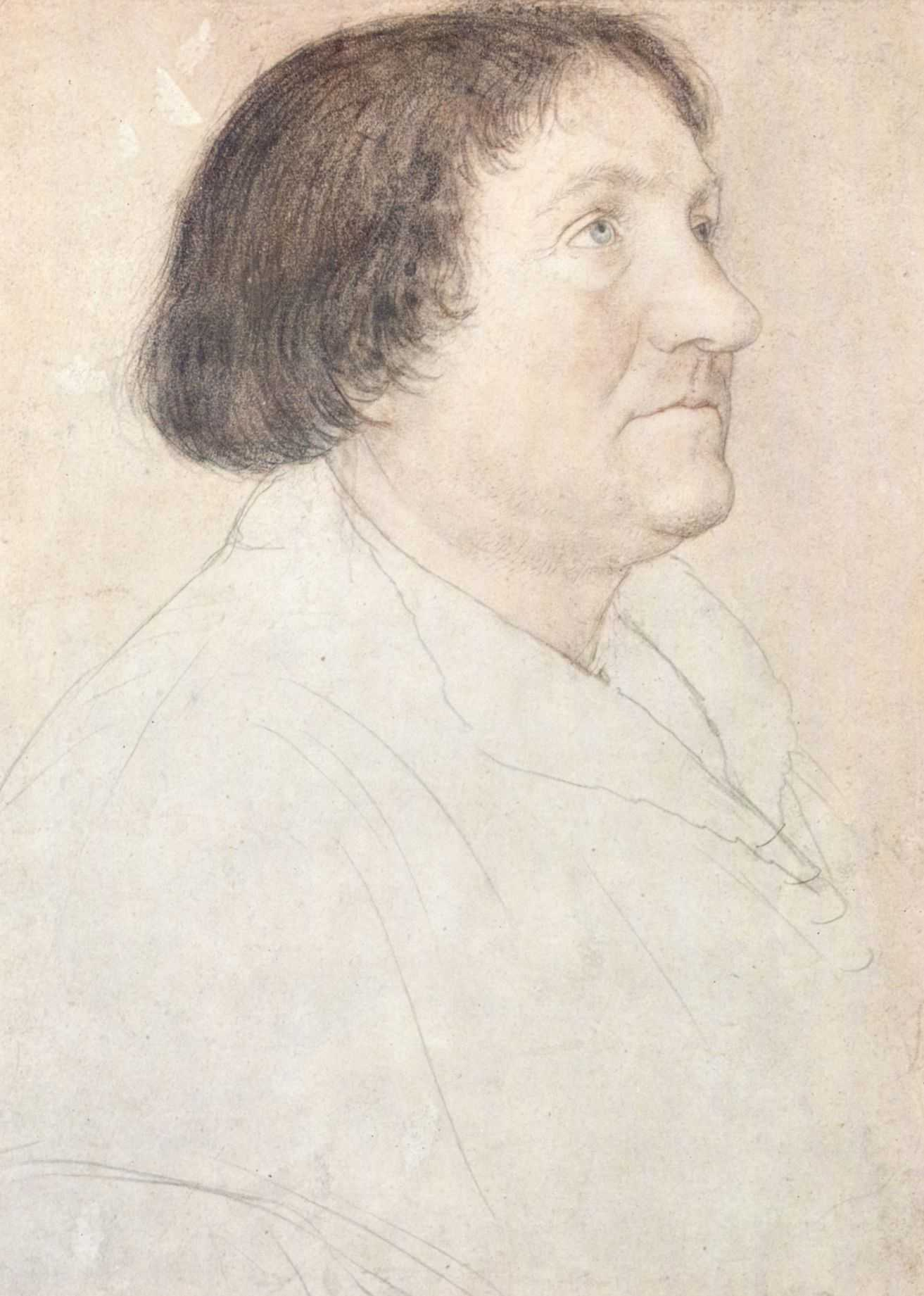
Jakob Meyer zum Hasen, Porträtstudie, schwarze und farbige Kreide auf grauweißem Papier, 38,3 × 27,5 cm Kunstmuseum Basel, Kupferstichkabinett, Inv. Nr. 1823.140

Was dem ehemaligen Basler Bürgermeister Jakob Meyer zum Hasen einen Anlass bot, das großformatige Madonnengemälde (146,5 × 102 cm) in Auftrag zu geben, ist unbekannt. Vermutlich stand der Auftrag in Zusammenhang mit Meyers katholischer Gläubigkeit. Zum Entstehungszeitpunkt des Bildes setzte sich in Basel die Reformation durch, wahrscheinlich war Meyer daran gelegen, in dieser Situation noch einmal seinen Glauben zu betonen. Ein weiterer möglicher Grund liegt darin, dass Meyer vom nunmehr calvinistisch dominierten Rat der Stadt der Korruption und Hinterziehung öffentlicher Gelder angeklagt wurde. Zu einer Verurteilung und einem möglichen Todesurteil kam es lediglich aufgrund mangelnder Beweislage nicht. In dieser für ihn bedrohlichen Krise wollte sich Meyer eventuell demonstrativ Marias Schutz unterstellen bzw. seine Dankbarkeit zum Ausdruck bringen. Auch das genaue Entstehungsjahr ist unbekannt – man hat jedoch aufgrund bestimmter Darstellungsdetails und der urkundlich verbürgten Lebensdaten Anna Meyers, dargestellt rechts im Vordergrund, auf eine Entstehung im Jahr 1526 geschlossen.
Die ungewöhnliche Rahmenform des Gemäldes legt nahe, dass das Gemälde in eine Architektur, beispielsweise der Hauskapelle des Stifters in dessen Weiherschlösschen in Gundeldingen vor den Toren Basels eingepasst war, jedoch ist nicht belegt, dass sich das Gemälde tatsächlich jemals dort befand. Stephan Kemperdick geht davon aus, dass das Gemälde als Epitaph für die Familie Jakob Meyers konzipiert und für die Aufstellung in einer Basler Kirche, möglicherweise der Martinskirche, bestimmt war, in der sich auch die Solothurner Madonna, das zweite große Madonnenbildnis Holbeins befand. Dafür spricht, dass in der Martinskirche die erste Frau Jakob Meyers und später auch die Tochter Anna und ihr Ehemann bestattet wurden. Es liegt also nahe anzunehmen, dass Meyer dort eine Familiengrabstätte plante, zumal die Kirche als Grabstätte Basler Bürger beliebt war. Vermutlich wurden beide Gemälde vor dem Bildersturm an ihre Eigentümer herausgegeben, wie dies für die Solothurner Madonna belegt ist, die an Karfreitag 1528 abgenommen und von ihrem Auftraggeber, dem Stadtschreiber Johannes Gerster, in Sicherheit gebracht wurde. Denkbar ist, dass beide Gemälde, die nicht nur eine ähnliche Form, sondern auch nahezu dieselbe Größe aufweisen, ihren Aufstellort in den Grabnischen des Seitenschiffs der Martinskirche hatten, wo auch nach der Reformation weiterhin Epitaphien angebracht wurden, die dort bis heute vorhanden sind.
Infrarot- und Röntgenaufnahmen des vermutlich auf Nadelholz ausgeführten Gemäldes, die 1999 im Darmstädter Schlossmuseum angefertigt wurden, konnten zeigen, dass nur die Darstellung von Madonna und Kind der Vorzeichnung entsprechend ausgeführt wurden. An allen anderen Figuren wurden während der Entstehung des Bildes immer wieder Korrekturen der Haltung und Blickrichtung vorgenommen. Diese Untersuchungen ergaben auch, dass die Porträtzeichnungen nicht wie bisher angenommen vor dem Beginn der Arbeiten an dem Gemälde, sondern erst im Verlauf der Bildentstehung angefertigt wurden. Sie weisen Spuren einer mechanischen Übertragung der Konturen auf die Leinwand bzw. einen Zwischenkarton auf.

### Spätere Überarbeitung

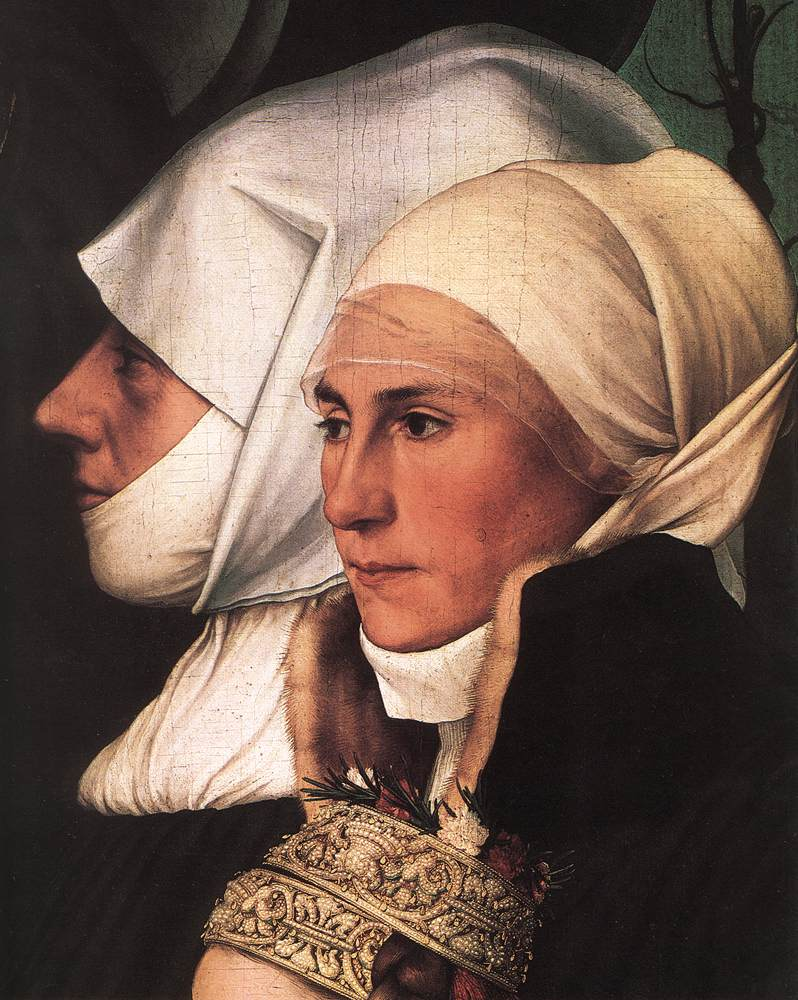
Ausschnitt, im Gesicht der Dorothea Kannengießer (rechts) erkennt man die Kontur des übermalten Kinnbandes

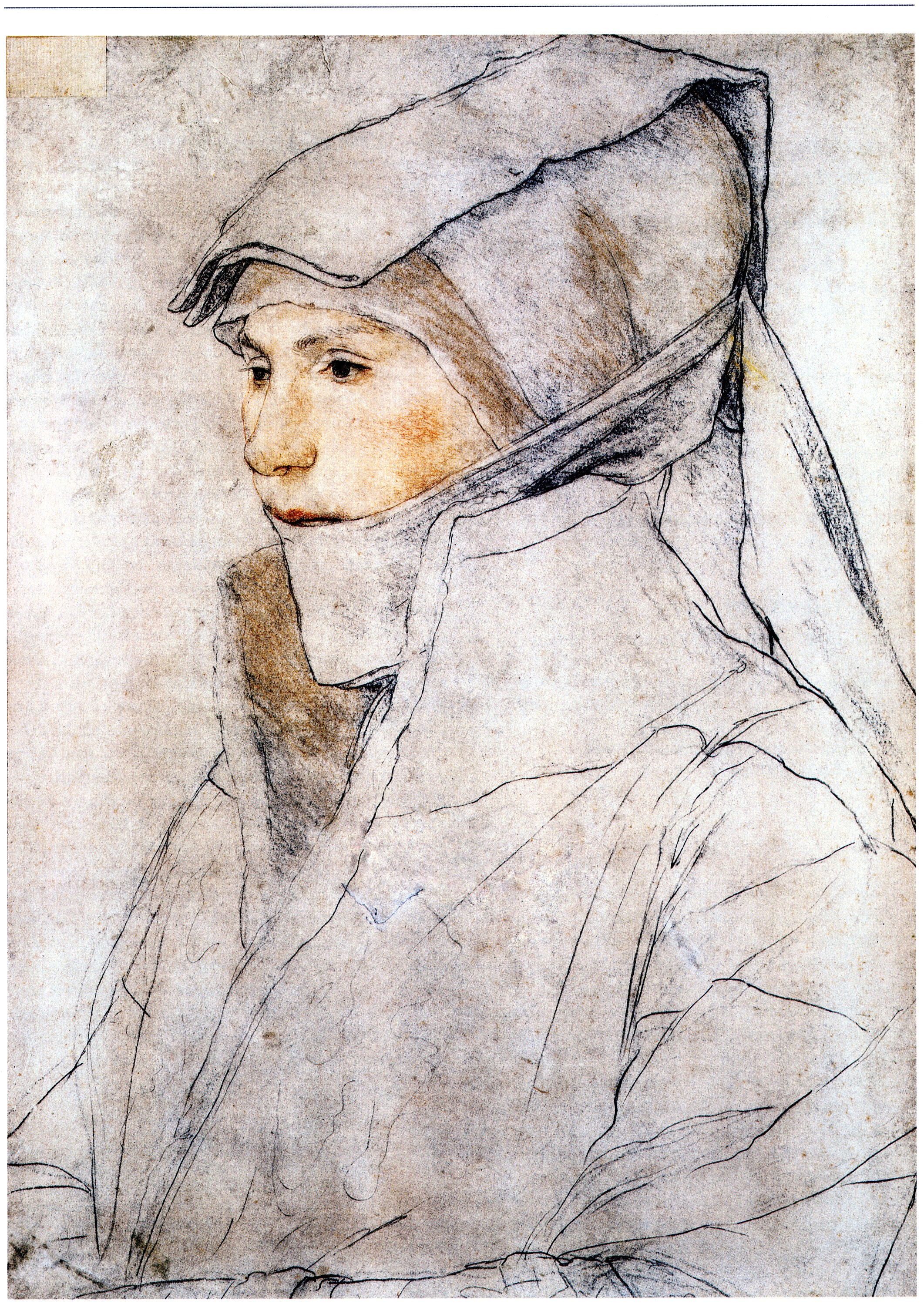
Porträtstudie Dorothea Kannengießer, schwarze und farbige Kreiden auf weiß grundiertem Papier, 39,5 × 28,1 cm, Kunstmuseum Basel, Kupferstichkabinett, Inv. Nr. 1823.141

Mit bloßem Auge kann man erkennen, dass das Gemälde nachträglich weiter verändert wurde: ursprünglich fielen die langen Haare Anna Meyers, wie auf Holbeins erhaltener Kreidezeichnung, offen über die Schultern und ihre Mutter Dorothea Kannengießer trug wie die verstorbene Magdalena Bär ein breites weißes Kinnband und eine voluminöse Haube, die den Großteil des Gesichtes verdeckten. Holbein, der im Herbst 1528 aus England nach Basel zurückgekehrt war, passte mit diesem neuen Auftrag Meyers das Aussehen Annas an deren veränderten gesellschaftlichen Status an. Statt der offenen Haare wird sie nun als heiratsfähige junge Frau mit dem „Jungfernschapel“ gezeigt. Dorothea Kannengießer dagegen präsentiert sich in modernerer Tracht. Diese Überarbeitung nach nur wenigen Jahren zeigt, dass es der Familie des Auftraggebers darauf ankam, zeitgemäß und zeitnah abgebildet zu sein. Die Bildaussage wird durch die Aktualisierung der Darstellung gleichsam mit aktualisiert und erneuert.
Die noch vor kurzem vertretene Auffassung, Magdalena Bär sei ebenfalls erst 1528 eingefügt und das Gemälde damit zum Memorialbild umgestaltet worden, konnte 1999 durch die Infrarot- und Röntgenaufnahmen widerlegt werden.

## Bildbeschreibung

### Aufbau

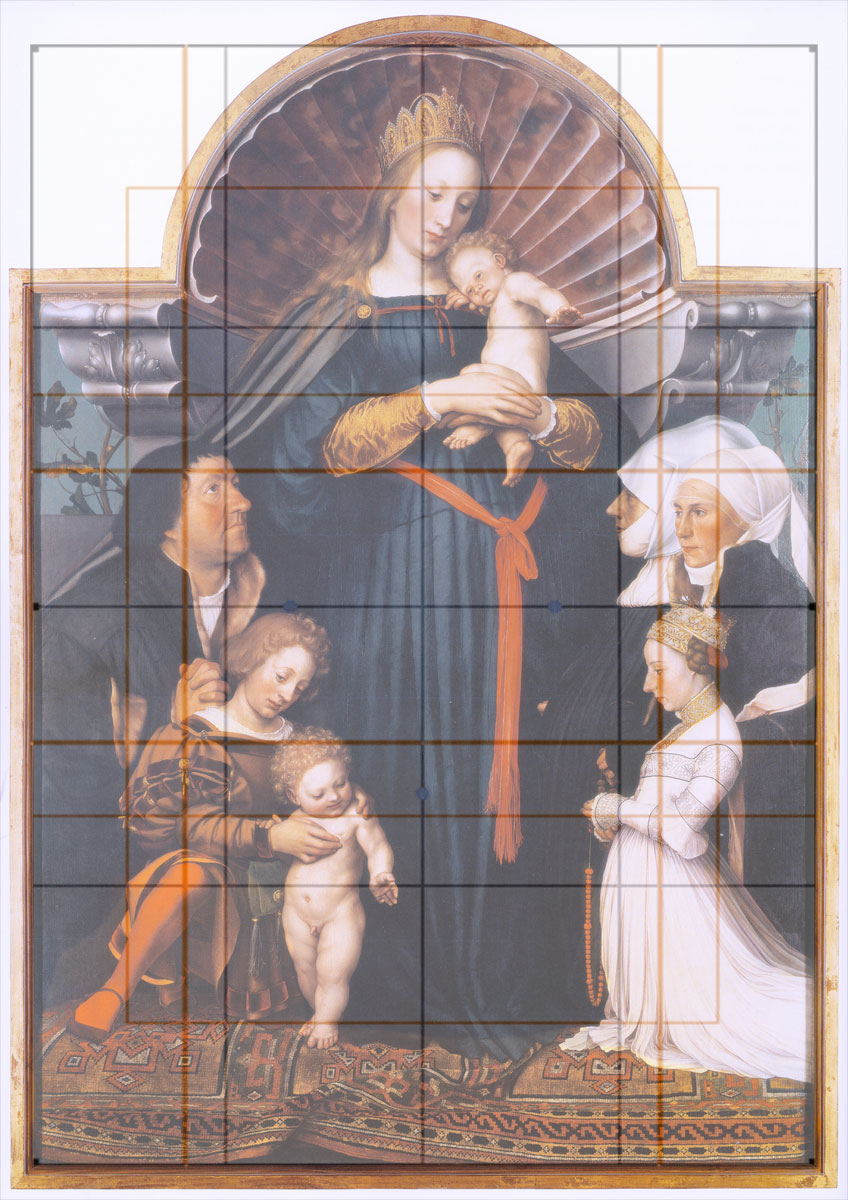
Ein über das Gemälde gelegtes Gitter, dessen Linien den Bildraum im Verhältnis des goldenen Schnittes teilen, zeigt die sorgfältige Anlage der Komposition.

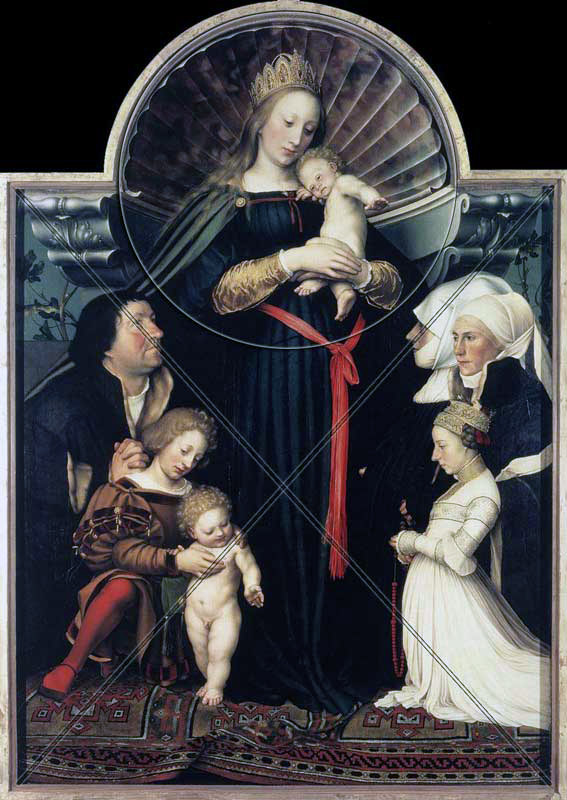
Kompositionsschema mit Diagonalen und Kreisform

Im Zentrum des Bildes steht Maria, deren Gestalt über den eigentlichen Bildrahmen hinausragt. Auf das breit rechteckige Bildformat ist ein Halbkreis aufgesetzt, dessen Durchmesser etwa der halben Breite des Rechteckes darunter entspricht. Der Mantel der Madonna bildet die äußeren Konturen einer gedachten Pyramide. Optisch wird das Bild durch den roten Gürtel Marias längs geteilt. Dabei fällt den drei Frauen auf der rechten Seite etwas mehr als ein Drittel, den drei männlichen Figuren links fast zwei Drittel des Bildraumes zu. Der Größe nach angeordnet, sind die knienden männlichen Figuren zur vorderen Mitte hin versetzt. Der Betrachter sieht die Figuren jeweils von vorn, die Gesichter Meyers und des Knaben im Dreiviertelprofil, das des Kleinkindes von vorn. Auf der Männerseite folgen die Figuren so nahezu der Bilddiagonalen. Dagegen ist auf der schmaleren Frauenseite die Hinwendung zur Mitte nur angedeutet, indem die mittlere Figur etwas nach rechts gerückt ist. Die drei Frauen sind vom Betrachter abgewandt hintereinander im Profil dargestellt. Nur Dorothea Kannengießer wendet ihren Blick ein wenig dem Betrachter zu. Durch das weiße Kleid der Anna Meyer und die ebenfalls weißen Hauben der beiden Ehefrauen Meyers wirkt diese rechte Seite insgesamt heller. Auf beiden Seiten erscheint aber jeweils die vorderste Figur am hellsten, wodurch die Tiefenwirkung des Bildes verstärkt wird. Auffällig sind neben dem roten Gürtel der rote Strumpf der Knabenfigur, der rote Rosenkranz Anna Meyers und das rote Band, das den Mantel der Madonna vor deren Brust zusammenhält. Diese scharlachroten Gegenstände beschreiben ein Dreieck, das beide Seiten des Bildes mit der Madonnengestalt verbindet.
Kopf und Arme der Madonna, die das Jesuskind halten, nehmen einen eigenen fast abgetrennten Bildraum oberhalb der Knienden ein. Vervollständigt man gedanklich das Halbrund der Muschelnische, die den Kopf Marias hinterfängt, zum Kreis, so entsteht ein kreisrundes Medaillon mit Maria und dem Kind. Den Mittelpunkt dieses Kreises bildet eine einzelne Perle, die das zarte durchscheinende Untergewand knapp oberhalb der goldenen Brosche im Ausschnitt der Madonna zusammenhält. (Auf Reproduktionen ist dies kaum zu erkennen, weil der zarte Stoff die Haut durchscheinen lässt und die Perle ebenfalls den Hautton reflektiert, so dass beides auf Abbildungen mit dem Hautton verschmilzt.) Diese gedachte Kreislinie kreuzt den Knoten des roten Gürtels, der damit den Bildraum Mariens, in dem die Stifterfamilie nicht vorkommt, vom restlichen Bild abteilt. Der zum Betrachter hin ausgestreckte linke Arm des Jesuskindes lotet diesen Raum gleichsam zur Kugel aus, die durch die Muschelform im Hintergrund bereits angedeutet ist.
Der Kopist Sarburgh „korrigierte“ die gestauchte Perspektive von Holbeins Komposition und verlängerte die Muschelnische nach oben hin. Dadurch ging die Kreisform in der Komposition verloren, die Perle im Ausschnitt der Madonna rückte aus dem Zentrum und verschob so auch die inhaltliche Aussage des Bildes.

### Dargestellte Personen und Gegenstände
Das detailgetreu gemalte Bild zeigt Maria vor einer steinernen Nische, die hinter und über ihrem Kopf mit einer braunmarmorierten Muschel abschließt, welche auf zwei verzierten vorspringenden Konsolen ruht. Zu beiden Seiten der Konsolen wird der Blick oberhalb einer halbhohen Mauer auf ein kleines Stück Himmel und Äste von Feigenbäumen freigegeben.
Das goldblonde Haar Marias fällt unter der goldenen perlenbesetzten Bügelkrone wellig über ihre Schultern. Sie trägt ein dunkelblaues faltenreiches unter der Brust zusammengerafftes Gewand mit weiten zweiteiligen Ärmeln. Der scharlachrote, vor dem Bauch geknotete Stoffgürtel fällt lose herab. Ein ebenfalls scharlachrotes schmales Band, befestigt an großen runden Goldknöpfen, hält den weiten dunkelgrauen Mantel, der sich um die Schultern Marias und um die neben und vor ihr knienden Personen legt, vor der Brust zusammen. An den Unterarmen trägt sie mit Bändern befestigte (genestelte) unten offene Unterärmel aus einem golden glänzenden Stoff. An den Handgelenken sind die Ärmelsäume des Untergewands sichtbar. Im Ausschnitt wird das zarte Untergewand von einer einzelnen Perle zusammengehalten. Unterhalb des weiten Gewandes schaut die mit einem schwarzen Schuh bekleidete Spitze des rechten Fußes Marias hervor.
Das nackte Jesuskind sitzt auf dem angewinkelten linken Arm Marias. Es stützt seinen rechten Arm und Kopf an ihre Schulter und deutet mit dem linken ausgestreckten Arm nach vorn. Das von blonden Locken umrahmte Gesicht hat einen ernsten, geradezu leidenden Ausdruck. Marias Kopf neigt sich dem Kind zu, ihr in sich gekehrter Blick ist unter halbgesenkten Lidern nach unten gerichtet. Ihre Hände liegen lose übereinander.
Zur rechten Hand der Madonna kniet hinten mit gefalteten Händen Jakob Meyer zum Hasen, davor ein etwa zwölfjähriger Knabe, der gerade im Begriff scheint, aufzustehen. Meyer trägt über einem weißen fein gefältelten Hemd einen schwarzen pelzgefütterten Mantel. Sein Blick ist auf die ausgestreckte Hand des Jesuskindes gerichtet. Der Knabe trägt ein aufwendiges braunes Gewand mit dunklem Samtbesatz an Ausschnitt und Säumen. Die quergeschlitzten Ärmel sind zusätzlich mit Goldknöpfen verziert. An dem vorgestreckten Bein trägt er einen roten Strumpf und einen schwarzen Schuh. An seinem Gürtel hängt eine grüne mit Quasten verzierte Tasche. Sein Blick ist auf einen Punkt unterhalb des Bildrandes gerichtet. Mit den Händen umfasst der Knabe von hinten ein nacktes männliches Kleinkind, das der Szene den Rücken zukehrt. Das blondgelockte stehende Kind hält sich mit der rechten Hand an dem Knaben und deutet mit der linken Hand auf eine Teppichfalte an der unteren Bildmitte. Sein Blick scheint der Geste zu folgen.
Von den gegenüber angeordneten Frauengestalten korrespondieren die beiden hinteren, Meyers verstorbene Ehefrau Magdalena Bär und seine zweite Ehefrau Dorothea Kannengießer, mit Jakob Meyer. Magdalena Bär scheint ihn direkt anzublicken. Sie trägt eine weiße gefaltete Überhaube und eine das Kinn verhüllende Unterhaube sowie einen weiten gefältelten schwarzen Mantel, aus dem nur die Fingerspitzen ihrer linken Hand hervorschauen. Von ihrem Gesicht ist nur wenig sichtbar, und ihr Mantel scheint in Mantel und Gewand der Madonna überzugehen. Dorothea Kannengießer ist dagegen wie ihr Mann im Dreiviertelprofil dargestellt. Sie trägt ebenfalls eine weiße Haube, die jedoch das Gesicht freilässt. Sie trägt ein pelzgefüttertes Kleid aus schwarzem Damast mit Samtbesatz an Ärmelsäumen und Kragen, das nur ihre Fingerspitzen freigibt, die einen braunen Rosenkranz halten. Beide Frauen tragen die repräsentative Kirchgangsbekleidung ihrer jeweiligen Lebenszeit. Zuvorderst kniet Dorothea Kannengießers Tochter Anna Meyer, dargestellt im Profil, die mit einem detailgetreu ausgeführten weißen Kleid mit dunkler Stickerei und goldenen Bordüren bekleidet ist. Die geflochtenen Haare sind mit breiten Bändern, dem so genannten Jungfernschapel, am Kopf befestigt und mit Rosmarinzweigen, Nelkenblüten und roten Fransen geschmückt. Der rote Rosenkranz, den sie in der Hand hält, hängt vor ihrem Körper herab.
Auffallend ist, dass die acht dargestellten Figuren keinen Blickkontakt halten, zum Teil sogar aus dem Bildraum herauszublicken scheinen. Nur Jakob Meyer selbst scheint in bewusster Beziehung zu Maria und dem Kind zu stehen, alle Figuren wirken auf seltsame Weise einsam und unbeteiligt.
Über das Podest auf dem die Figuren stehen, ist ein kostbarer geometrisch gemusterter Teppich gebreitet. Zu Füßen der Madonna schlägt der Teppich eine auffällige Falte, die sich nach links zum unteren Bildrand hin aufwirft und die wirklichkeitsgetreue Malweise unterstreicht.

## Symbolik
Die Deutung der einzelnen Bestandteile von Holbeins Komposition ist bis heute nicht eindeutig geklärt. Es besteht jedoch weitgehend Konsens, dass das Gemälde als katholisches Glaubensbekenntnis Meyers im Angesicht der Reformation zu verstehen ist, das insbesondere die durch die Reformatoren angegriffene Rolle Marias im Heilsgeschehen betont. Vermutlich führte Holbein hierbei nicht nur einen Wunsch seines Auftraggebers aus, sondern stellte auch seine eigene Überzeugung dar, denn er hielt auch nach dem Basler Bildersturm im Februar 1529 weiter am alten Glauben fest und weigerte sich, der vom Rat der Stadt Basel erlassenen reformatorischen Gottesdienstordnung Folge zu leisten.
Das Gemälde vereinigt Merkmale verschiedener einander durchdringender Bildtypen: Familienporträt, Stifterbild, Andachtsbild vom Typus der Schutzmantelmadonna und Sacra Conversazione, eine in Italien verbreitete Szenerie mit Maria und Heiligen vor einer Architektur. Allerdings enthält die Komposition mit der Teppichfalte ein Element der Bewegung, eine Manifestation eines Ereignisses, der diesen traditionellen, eher statischen Formen fehlt. Neben der Verehrung Mariens in der marianischen Ikonographie, mit der das Bild gleichsam aufgeladen ist, dürfte damit die Hauptaussage des Gemäldes die darin verkörperte Teilnahme der Figuren an einem aktuellen religiös motivierten Ereignis sein.

### Die Madonna

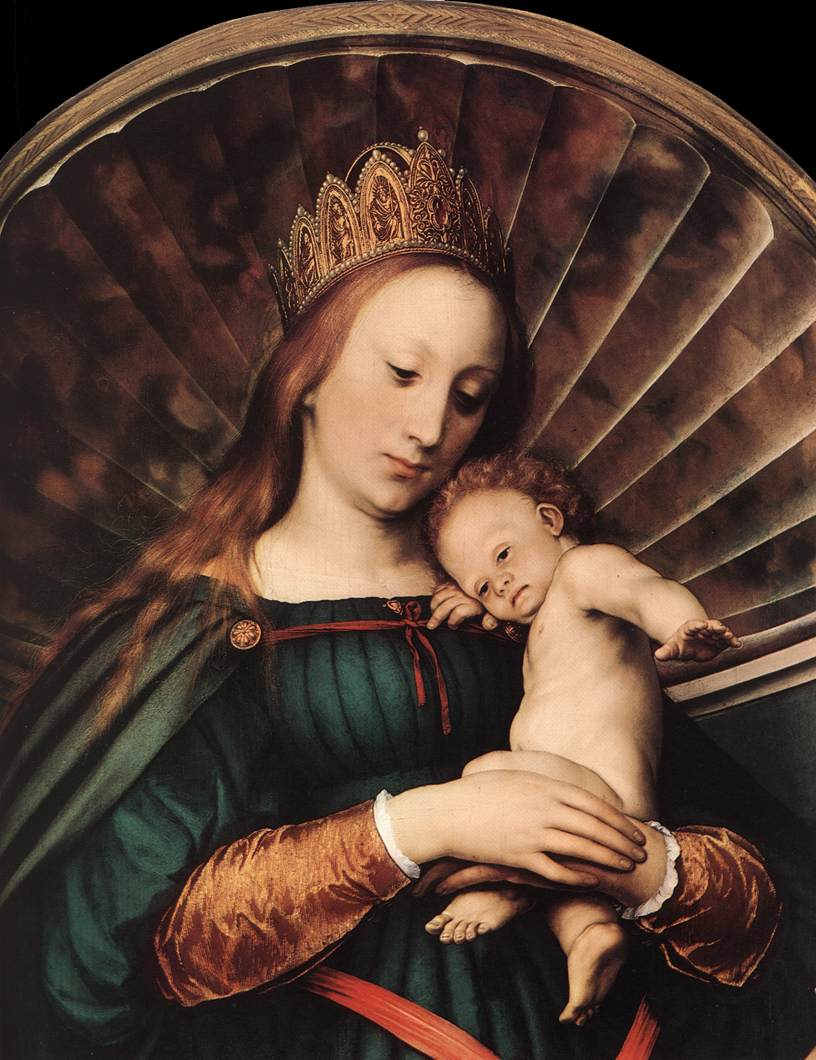
Ausschnitt, Kopf der Madonna und des Jesuskindes

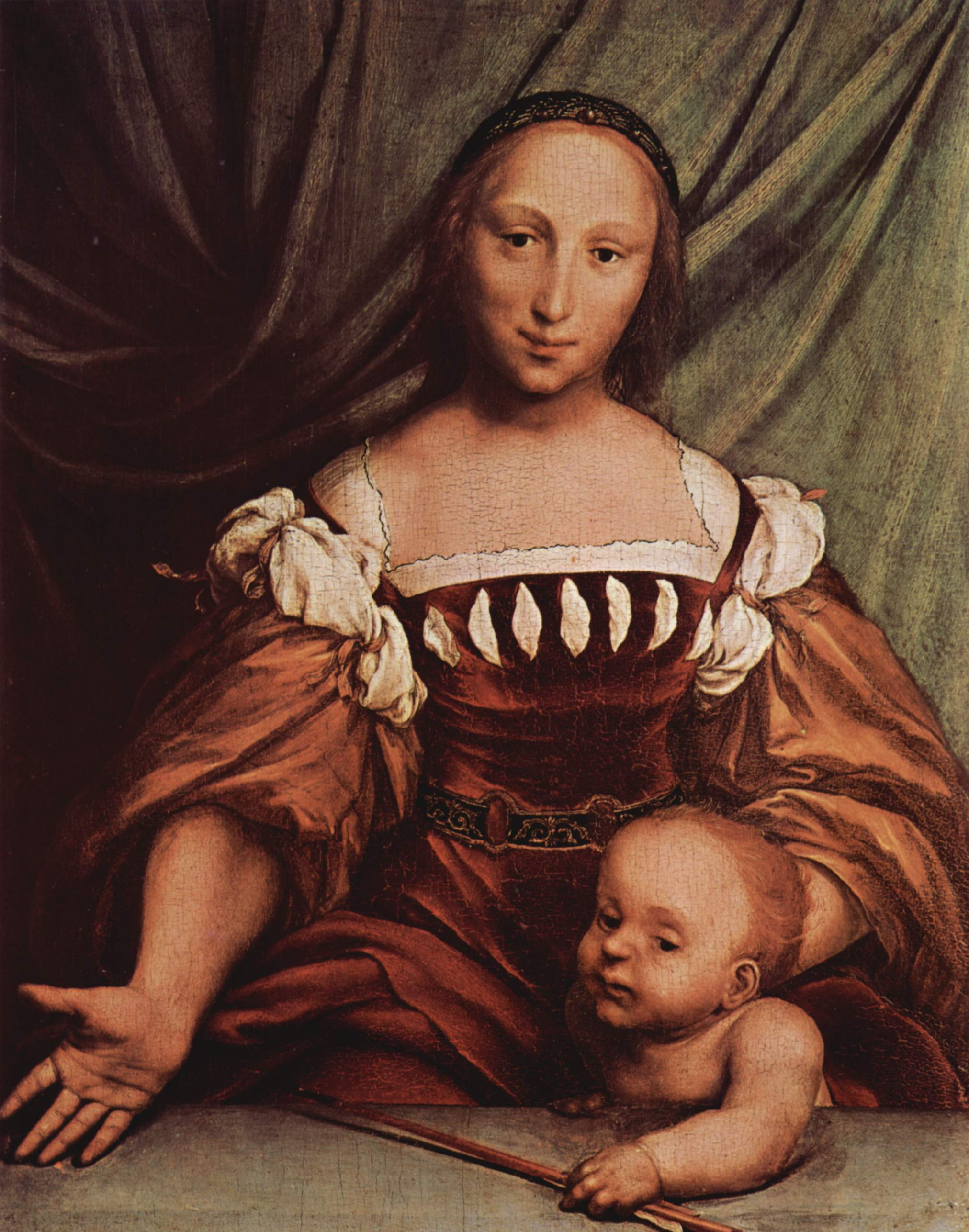
Venus und Amor von Hans Holbein d. J., um 1524/25

Das Gesicht der Madonna entspricht einem Schönheitstypus, den Holbein um 1524 erstmals gebraucht und der sich auch in seiner Darstellung von Venus und Amor (1524/25) und dem fast identischen Gemälde der Lais Corinthiaca aus dem Jahr 1526 findet. Die Madonna unterscheidet sich mit ihren idealisierten Gesichtszügen deutlich von den Porträts der Stifterfamilie.
Ikonographisch lehnt sich die Darstellung der Madonna an italienische Vorbilder an. Zunächst fällt der Typus der Schutzmantelmadonna ins Auge. Allerdings ist der Mantel, der sich, von den Schultern Marias herabfallend, schützend um die Stifterfamilie legt, hier nur vage angedeutet. Anders als bei dem traditionellen Bildtyp sind die Schutzsuchenden hier kaum verkleinert dargestellt. Auch legt sich der Mantel nur leicht um die Schultern Meyers und seiner ersten Frau, anstatt zeltartig über die Köpfe der Stifter ausgebreitet zu sein. Ein weiterer ikonographischer Typus der italienischen Malerei, den Holbein hier aufgreift, ist die stehende Madonna vor dem Thron oder Sacra Conversazione. Obwohl bei der Darmstädter Madonna kein Thron zu sehen ist, weist die Anordnung der Figur vor der Muschelnische große Ähnlichkeit mit früheren Darstellungen der Madonna vor dem Thron auf. Die Mitteltafel des Hauptaltars der Chiesa del Collegio Papio in Ascona von 1519 kombiniert auf verblüffend ähnliche Weise wie Holbein diesen Typus mit einer Muschelnische und einer Schutzmanteldarstellung. Es ist jedoch unklar, ob Holbein dieses Werk gekannt haben kann. Die Position Marias vor der Nische, die vielfach als beengt oder gestaucht beschrieben wurde, könnte dann damit erklärt werden, dass die Gottesmutter als gekrönte Himmelskönigin sich eben von einem in der Nische platzierten Thron erhoben hat. Auf diese im abgebildeten Moment eben schon vergangene Aktion könnten auch die Teppichfalte und die unter dem Gewand hervorragende Schuhspitze der Madonna hinweisen.

### Die Muschel

Die Geburt der Venus, Sandro Botticelli, ca. 1485

Dass eine Muschel (Rocaille) den oberen Abschluss einer Wandnische (Ädikula) bildet, die eine stehende Figur rahmt, ist in der italienischen Renaissancemalerei häufig anzutreffen, meist als antikes Zitat. Auch Holbein hat dieses Motiv zuvor schon mehrfach (in Die Heilige Sippe, um 1519/20, und Maria mit Kind und Ritter in einer Nische um 1523/24) gebraucht. Allerdings ist die Muschel als Bildobjekt bei der Darmstädter Madonna erheblich auffälliger. Symbolisch verweist die Muschel einerseits auf das Motiv der schaumgeborenen Venus, andererseits auf einen ursprünglich heidnischen, später christlich umgedeuteten Muschel-Perle-Mythos. Danach ist Maria „die Muschel, in deren irdischem Körper die edle Perle des Erlösers Jesu Fleisch geworden ist, indem der Hl. Geist … in sie eindringt und das wunderbare Wachstum des Kleinods auslöst.“ Die Muschel weist damit sowohl auf die in der Perle verkörperte Vollkommenheit Christi als auch auf die Jungfrauengeburt hin, denn die Perle wächst in der Muschel und verlässt diese, ohne die Muschel selbst zu verändern.

### Vor den Mauern des himmlischen Jerusalems

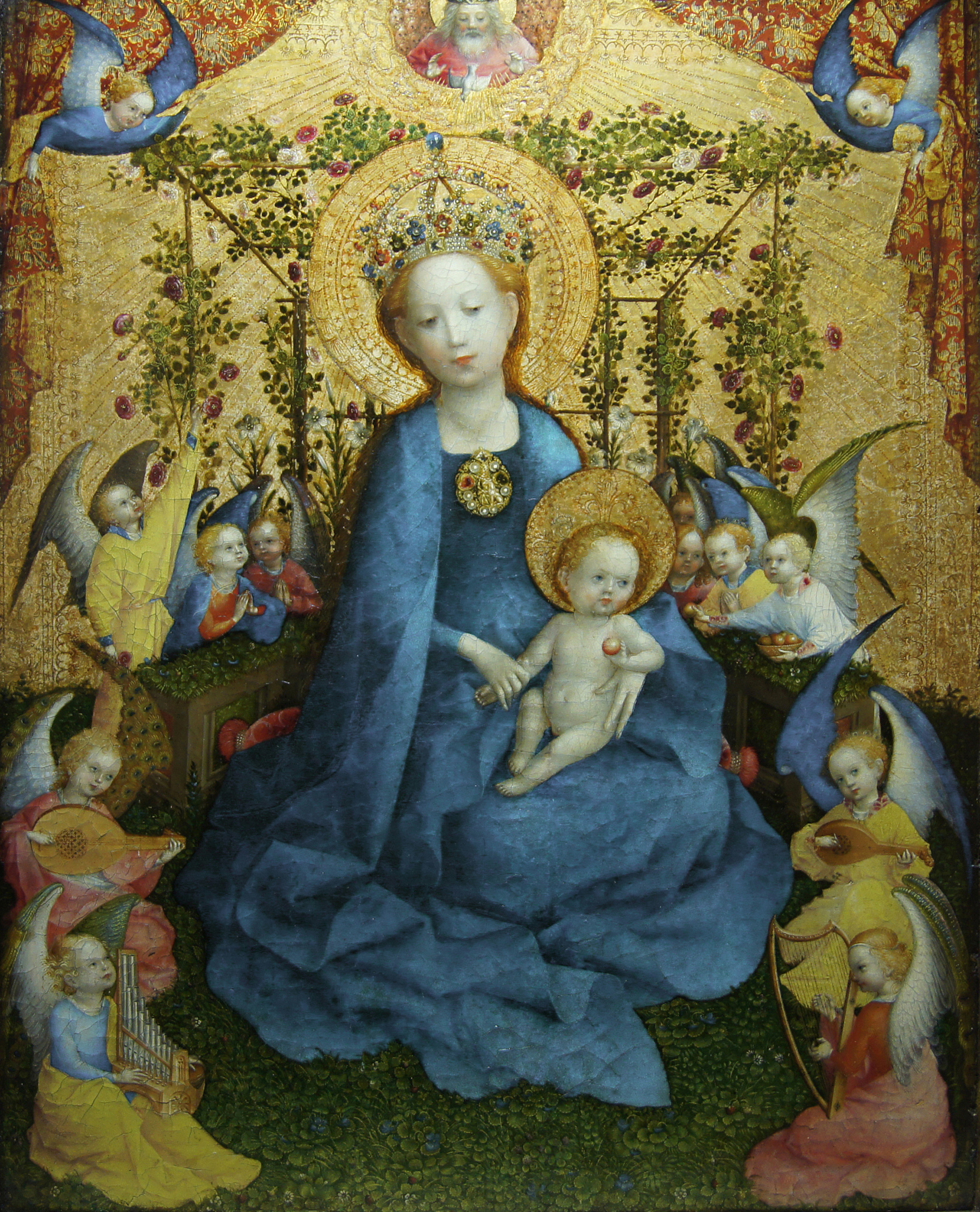
Maria im Rosenhag, Stefan Lochner, um 1484

Rechts und links ist im Hintergrund eine Mauer zu erkennen, hinter der ein Garten mit Feigenbäumen angedeutet ist, der als hortus conclusus als Metapher für den Garten Eden, das Paradies, gelten kann. Anders als bei Darstellungen von Maria im Rosenhag oder Maria in den Erdbeeren steht die Madonna hier jedoch außerhalb des Paradiesgartens. Christl Auge interpretiert die Kombination aus Mauer, Konsolenkonstruktion und Muschelnische so, dass hier Maria symbolhaft für die porta coeli, das Tor zum Paradies stehe. Inhaltlich ergänzt wird diese Aussage durch die aus zwölf Platten zusammengesetzte Krone, die die biblische Beschreibung des himmlischen Jerusalems aufgreift.

### Der Feigenbaum
Der Feigenbaum, dessen Zweige hinter der Mauer sichtbar werden, erinnert an den Sündenfall und die Vertreibung von Adam und Eva aus dem Paradies. Der Feigenbaum steht grundsätzlich für die Versuchung und bildet damit einen Gegensatz zur Rebe als Baum der Erlösung. Allerdings scheint der hier dargestellte Feigenbaum mit dünnen Ranken versehen, die an Reben erinnern. Es ist unklar, ob es sich um ein bewusst hybrid gestaltetes Gewächs handelt oder ob Holbein das genaue Aussehen von Feigenbäumen unbekannt war. Als Attribut Marias symbolisiert der Feigenbaum die neue Eva, die das Paradies wieder für die Menschen öffnen wird, eine Deutung, die durch die doppeldeutige Darstellung als Feige/Rebe unterstrichen wird. Holbein verwendet Feigenzweige jedoch später auch bei den in England entstandenen Porträts, zum Beispiel dem der Lady Guildford.

### Die Krone

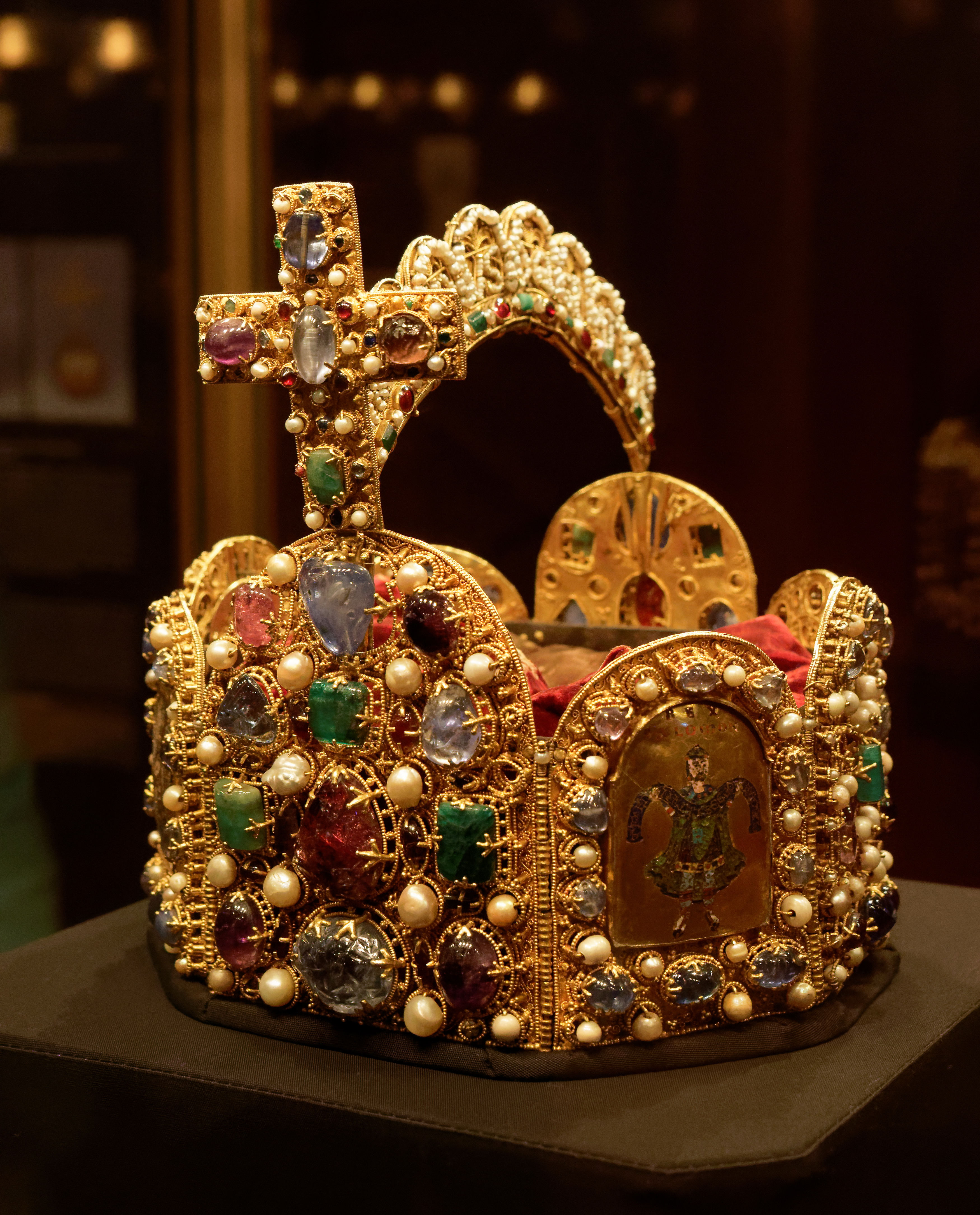
Die in der Wiener Schatzkammer aufbewahrte Reichskrone

Holbeins Darstellung der Madonna verzichtet auf einen Heiligenschein und setzt ihr stattdessen eine schwere Krone auf. Die Darstellung mit Krone erhebt Maria symbolisch zur Ecclesia, zur Personifikation der Kirche. Die Kombination von Platten- und Bügelkrone findet sich allerdings auf keiner anderen Madonnendarstellung. Der Kunsthistoriker Nikolaus Meier hat darauf hingewiesen, dass die Krone der Holbein-Madonna wichtige Merkmale der Reichskrone wiedergibt. Ende des 15. Jahrhunderts kursierten in Süddeutschland sogenannte Heiltumsbüchlein mit Abbildungen der Reichskleinodien, die die genaue Zahl der Platten und das Dekor der Reichskrone variierten, jedoch durch die Merkmale Plattenkrone und Bügel die Reichskrone identifizierbar wiedergaben. Die Marienkrone ist neben einem roten Edelstein ausschließlich mit Perlen geschmückt. Der Perlenschmuck greift die für die Bildaussage konstitutive Muschelsymbolik von Maria als Gottesgebärerin auf. Die zwölf Platten zeigen zwölf Könige, ein Verweis auf die zwölf Stämme Israels und auf die Mauern und Tore des himmlischen Jerusalem. Diese Vereinigung der Verweise auf die Reichskrone als Insigne weltlicher Macht, der zugleich eine immaterielle transzendente Dimension anhaftete, mit der religiösen Ikonographie der Ecclesia kann als Zusammenfassung der politischen Haltung des Auftraggebers Jakob Meyer zum Hasen verstanden werden.

### Das Jesuskind
Das Jesuskind kehrt dem Betrachter beinahe den Rücken zu und streckt ihm den linken Arm geradezu abwehrend entgegen. Die nach unten gerichtete Handfläche verstärkt diesen Eindruck. Möglicherweise soll damit das Sträuben des Jesuskindes gegen eine Trennung von Maria dargestellt werden, wie sie die Reformatoren propagierten, die Maria lediglich als leibliche Mutter Jesu, aber nicht mehr als Teil des Heilsgeschehens ansahen. Eine ähnlich abwehrende Haltung findet sich auf Holbeins 1528 entstandenem Gemälde für den Orgelflügel des Basler Münsters, das hierin von der 1523 entstandenen Entwurfszeichnung abweicht, bei der Maria und Kind noch innig zugewandt erscheinen.

### Der rote Gürtel
Der in kräftigem Rot gemalte Gürtel hat, anders als bei anderen Madonnendarstellungen Holbeins, keine reale Funktion, er rafft das weite Gewand nicht zusammen, sondern hängt lose daran herab. Ganz offensichtlich bezieht sich die Darstellung auf die Legende der Gürtelspende Mariens. Danach hatte der Apostel Thomas an der Himmelfahrt Mariens gezweifelt. Die Gottesmutter erschien ihm daraufhin und überreichte ihm als Beweis für ihre leibliche Himmelfahrt ihren Gürtel. Die Betonung des Gürtels wäre damit eine Bekräftigung der assumptio Mariae, der Aufnahme Marias in den Himmel.
Die ungewöhnliche und auffällige Farbe weist dagegen auf das Blut und die Passion Christi sowie auf den Tod, im Kontext der Reformation möglicherweise auch auf blutige Auseinandersetzungen um den Glauben hin. In der Bibel wird das Umgürten mehrfach mit der Verleihung göttlicher Kraft gleichgesetzt. Daneben kann die abstrahierte Form des Gürtels aber auch als Gabelkreuz gelesen werden. Das Jesuskind deutet mit einem Fuß direkt auf die Gabelung und weist damit auf seine künftige Passion hin. Der Gürtelknoten bildet das optische Zentrum der Komposition. Passion und Himmelfahrt werden damit zur zentralen Aussage des Bildes.
Denkbar ist aber auch ein Verweis auf das Y-Zeichen, als Symbol für Herkules am Scheideweg, ein Thema das für die Humanisten besondere Bedeutung besaß und mehrfach in reformationskritischen Zusammenhängen gebraucht wurde.

### Der Knabe und das Kleinkind

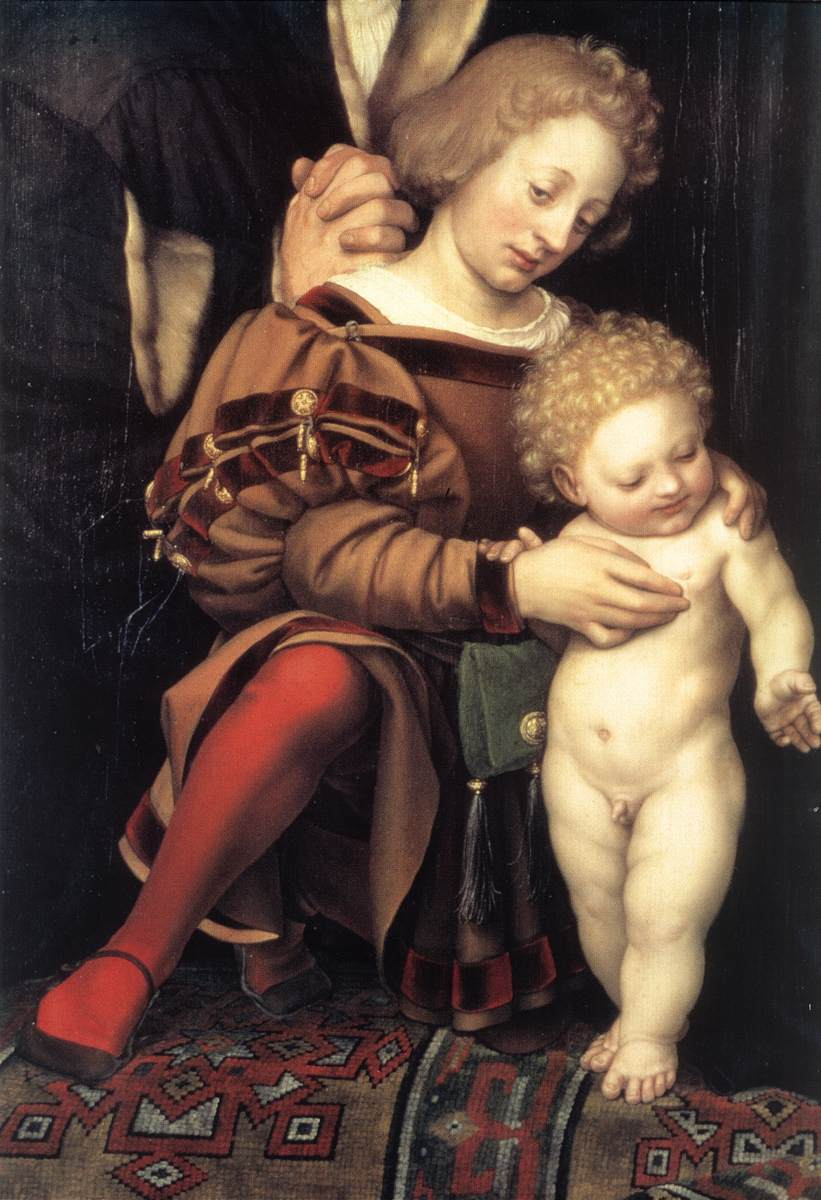
Ausschnitt, Knabe und Kleinkind

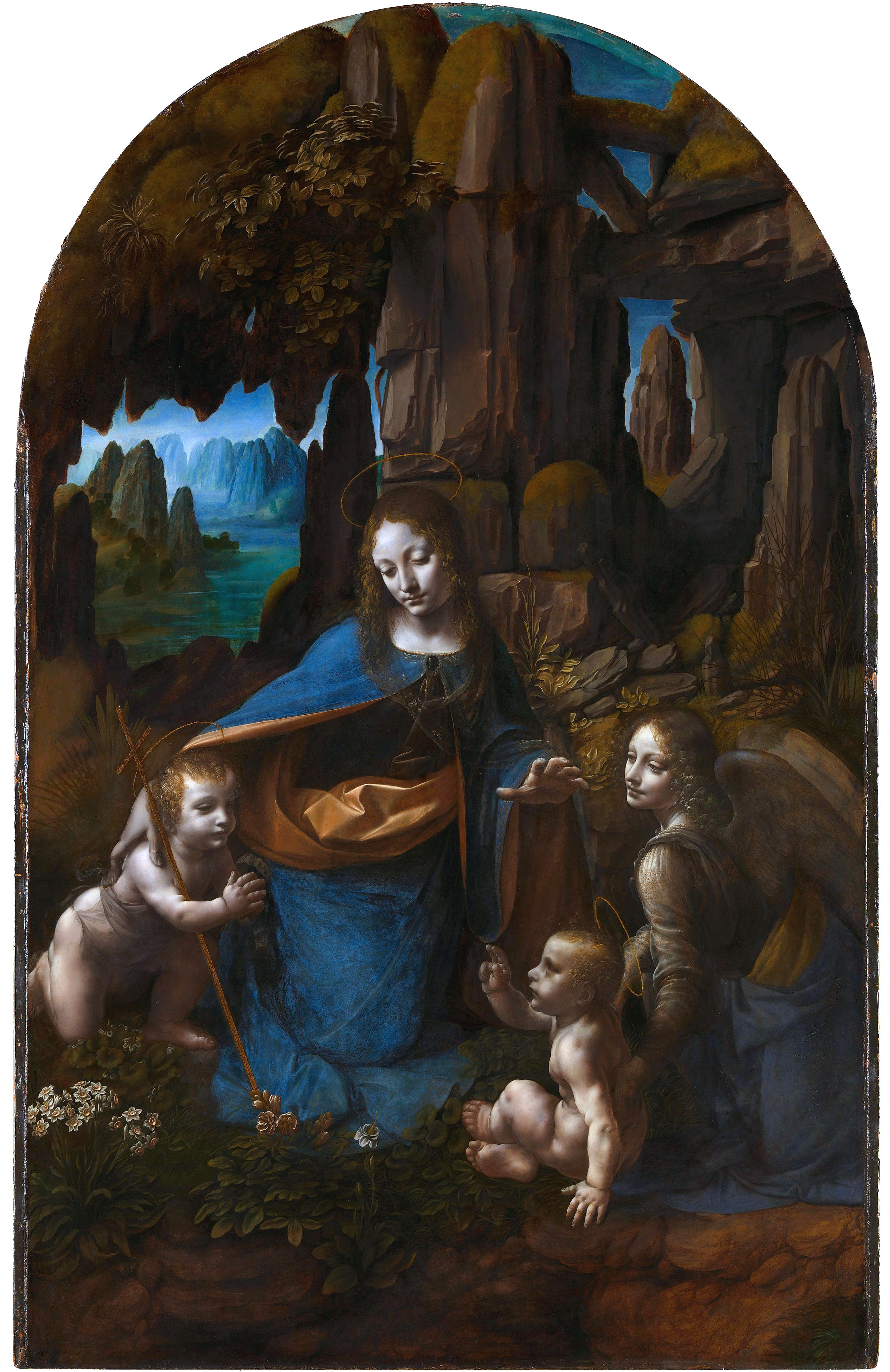
Felsgrottenmadonna von Leonardo da Vinci 1495–1508, National Gallery, London

Der ältere Knabe wirkt „physiognomisch wie ein jüngerer Bruder der Gottesmutter“, deren Haltung er zu imitieren scheint. Jochen Sander deutet den Knaben als motivische Übernahme der Engelfigur aus der Felsgrottenmadonna Leonardo da Vincis, ein Gemälde, das Holbein vermutlich kannte und an dem er sich auch bei der Darstellung der Köpfe Marias und des Jesuskindes orientierte. Der modisch gekleidete Knabe trägt eine auffällige grüne Gürteltasche, ein gängiges Attribut des heiligen Pilgers Jakobus. Es scheint daher zumindest denkbar, dass es sich um eine Anspielung auf den Namenspatron des Stifters handelt. Diese Interpretation des Knaben als Heiligen oder Engel hält die Kostümhistorikern Jutta Zander-Seidel auch wegen dessen aufwendiger und modischer Kleidung für überzeugend. Von der Stifterfamilie hebt sich der Knabe auch durch den Zierrat an der Kleidung, der in dieser Form damals dem Adel vorbehalten war, ab. Es fällt zudem auf, dass er weder kniet noch die Hände zum Gebet gefaltet hält. Dafür, dass beide Knaben derselben Kategorie angehören (also beide gewöhnliche Menschen, oder beide Heilige sind), spricht auch, dass ein Stifter einen Heiligen nicht umarmen und stützen dürfte – dies käme eine Umkehrung ihrer Rollen gleich.
Traditionell wurden der Knabe im braunen Gewand und das nackte Kleinkind als früh verstorbene Söhne Meyers gedeutet. In der neueren Fachliteratur wird das nackte Kleinkind jedoch als Johannesknabe gedeutet, also eine Darstellung Johannes des Täufers als Kind. Geht man davon aus, dass das Gemälde als Altarbild konzipiert war, dann würde die deutende Geste des Johannesknaben auf die Gaben der Eucharistie auf dem Altartisch hinweisen. Das Kind ist wie die Madonna und das Jesuskind idealisiert dargestellt. Auch hier ist eine Referenz Holbeins an Leonardo da Vincis Felsgrottenmadonna plausibel, wo ebenfalls Jesus und Johannes als Knaben dargestellt sind. Damit wäre Holbeins Gemälde die erste gemalte Darstellung des in Italien schon früher gängigen Motivs der Madonna mit Jesus und Johannes nördlich der Alpen.
Ein anderer neuer Ansatz geht davon aus, dass es sich bei den beiden Knaben, die im Bildvordergrund wie Pendants zu Anna Meyer dargestellt sind, um Meyers Söhne handelt, und greift damit die traditionelle Deutung wieder auf. Aus Unterlagen der Kaufmannszunft "Zum Schlüssel", in die sich Meyer einkaufte, geht hervor, dass er versuchte, auch seinen 1504 geborenen Sohn ebenfalls aufnehmen zu lassen. Da bei Meyers Tod als Erben nur Dorothea Kannengießer und Anna Meyer genannt werden, war dieser Sohn wohl wie seine Mutter Magdalena Baer schon vor Meyer und möglicherweise auch schon vor Entstehung des Gemäldes verstorben. Dies könnte die sehr stilisierte und weniger lebensnahe Darstellung des älteren Knaben erklären. Bei dem nackten Kleinkind könnte es sich um einen weiteren, zwar getauften, aber kurz nach der Geburt verstorbenen Sohn, ein nach damaligem Verständnis "unschuldiges Kindlein" handeln, was die Nacktheit der Darstellung erklären würde. Diese Deutung passt zu der Annahme, dass es sich bei dem Gemälde um ein Grabdenkmal handelte: mit seiner Handgeste verweist das Kind auf das darunterliegende Grab.

### Die Teppichfalte

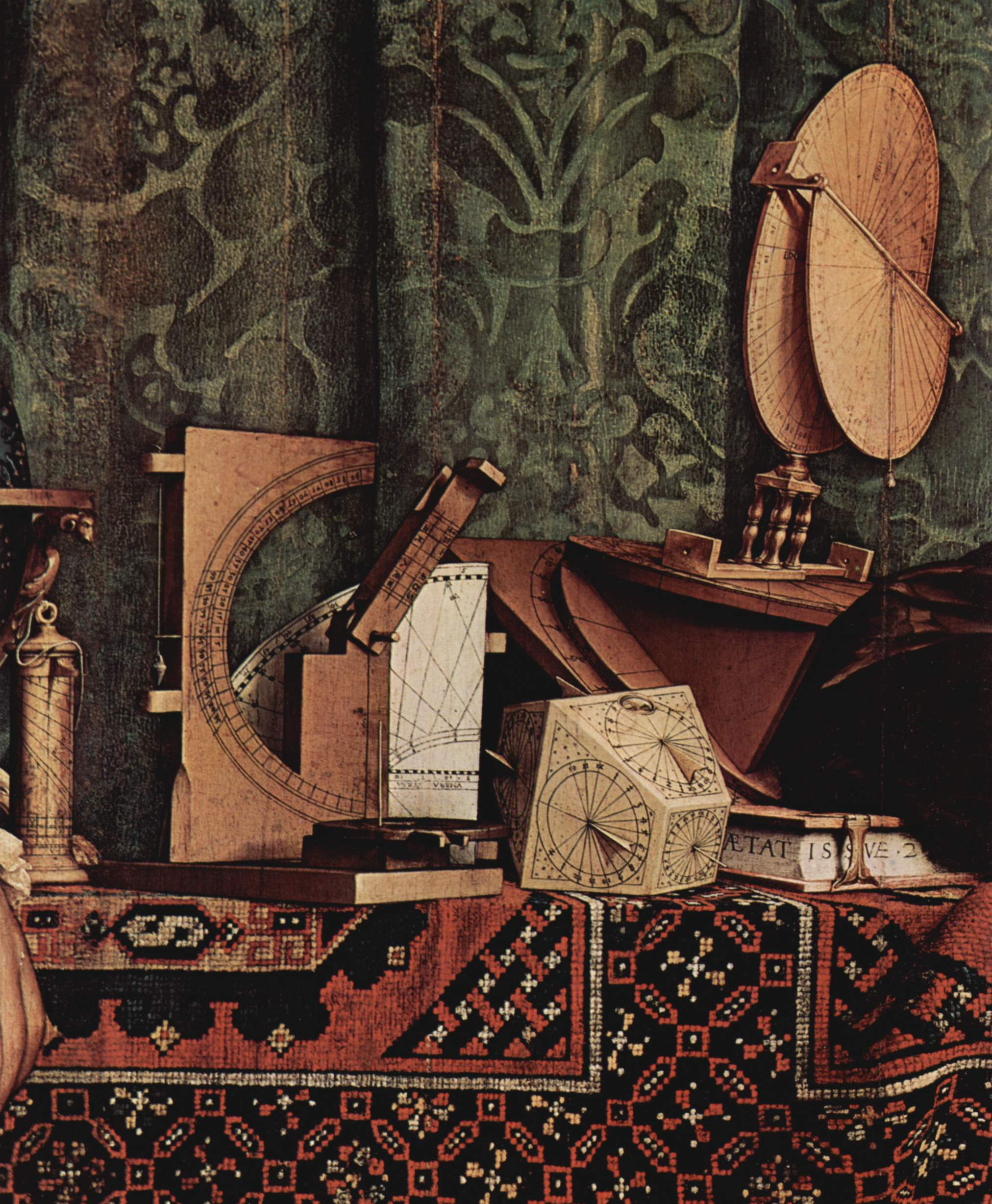
Die Gesandten, Ausschnitt, Hans Holbein d. J., 1533

Vordergründig dient der kostbare Orientteppich der Nobilitierung der Madonna. Dass er sich über die volle Breite des Bildes erstreckt, bezieht die Stifterfamilie in den intimen Raum der Madonnenszene mit ein. Die überaus realistische Malweise des Teppichs zieht schon für sich genommen den Blick des Betrachters auf sich. Der „Kunstgriff“ Holbeins, den Teppich unterhalb der Füße der Madonna eine lange schräg nach links verlaufende Falte schlagen zu lassen, führt den Blick des Betrachters noch weiter, hin zur Bildmitte und zu dem zentralen Gürtel der Madonna. Daneben bringt die Teppichfalte ein Moment der Bewegung ins Bild, als hätten sich die links Knienden Personen eben erst dort niedergelassen und dabei den Teppich aufgeworfen, oder als wäre die Madonna eben von ihrem Thron aufgestanden und hätte mit der unter dem Gewand sichtbaren Fußspitze den Teppich vorgeschoben.
Christl Auge interpretiert die augenfällige Teppichfalte dagegen als abstrakte Schlangendarstellung, also als Verkörperung des Bösen, auf die das nackte Kleinkind, das sie als Verkörperung der Seele deutet, hinweist. Den Teppich selbst deutet sie als Zeichen der Bedrohung durch die Türken. Eine Teppichfalte erscheint als Motiv auch in Holbeins späterem, ebenfalls symbolisch aufgeladenen Gemälde Die Gesandten (1533).
Orientteppiche wurden in Europa schon im Mittelalter geschätzt, seit dem 14. Jahrhundert werden sie auf italienischen, seit dem 15. Jahrhundert auch auf niederländischen Gemälden wiedergegeben.
Die dargestellten Teppiche stammen meist von anatolischen Knüpfern. Das Teppichmuster wurde 1877 von Julius Lessing umgezeichnet und mit erhaltenen Originalen verglichen. Obwohl er keinen originalen Teppich mit identischem Muster finden konnte, gelang es ihm, aufgrund stilistischer Unterschiede in der Darstellung nachzuweisen, dass die Dresdner Fassung des Gemäldes die jüngere, die Darmstädter Version mit ihrem streng geometrischen Teppichmuster hingegen die ältere und damit originale war. Aufgrund von Lessings Vergleichen etablierte sich der Begriff Holbein-Teppich für derartige mittelalterliche Orientteppiche.

### Der Rosenkranz

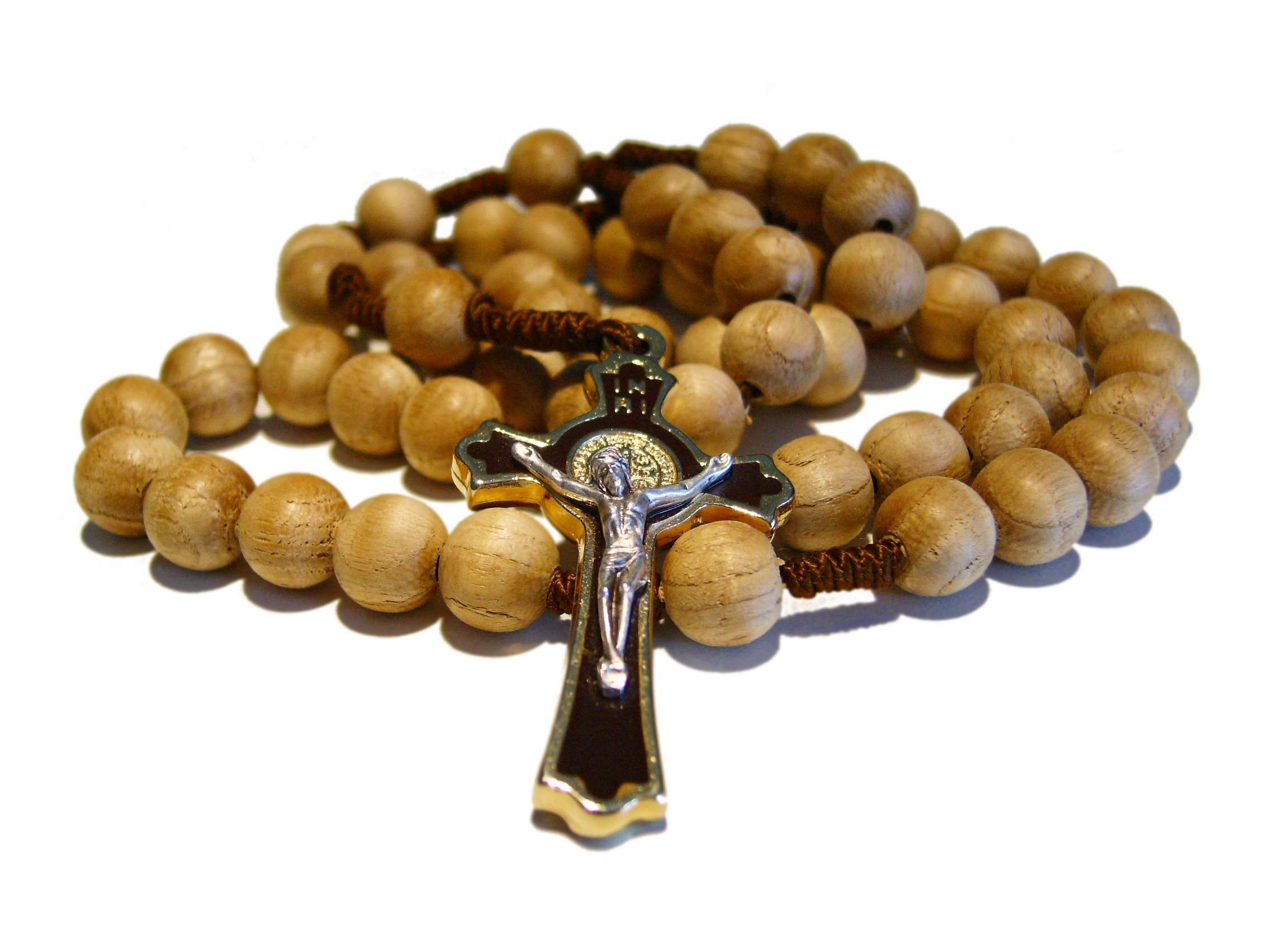
Moderner katholischer Rosenkranz aus Holzperlen

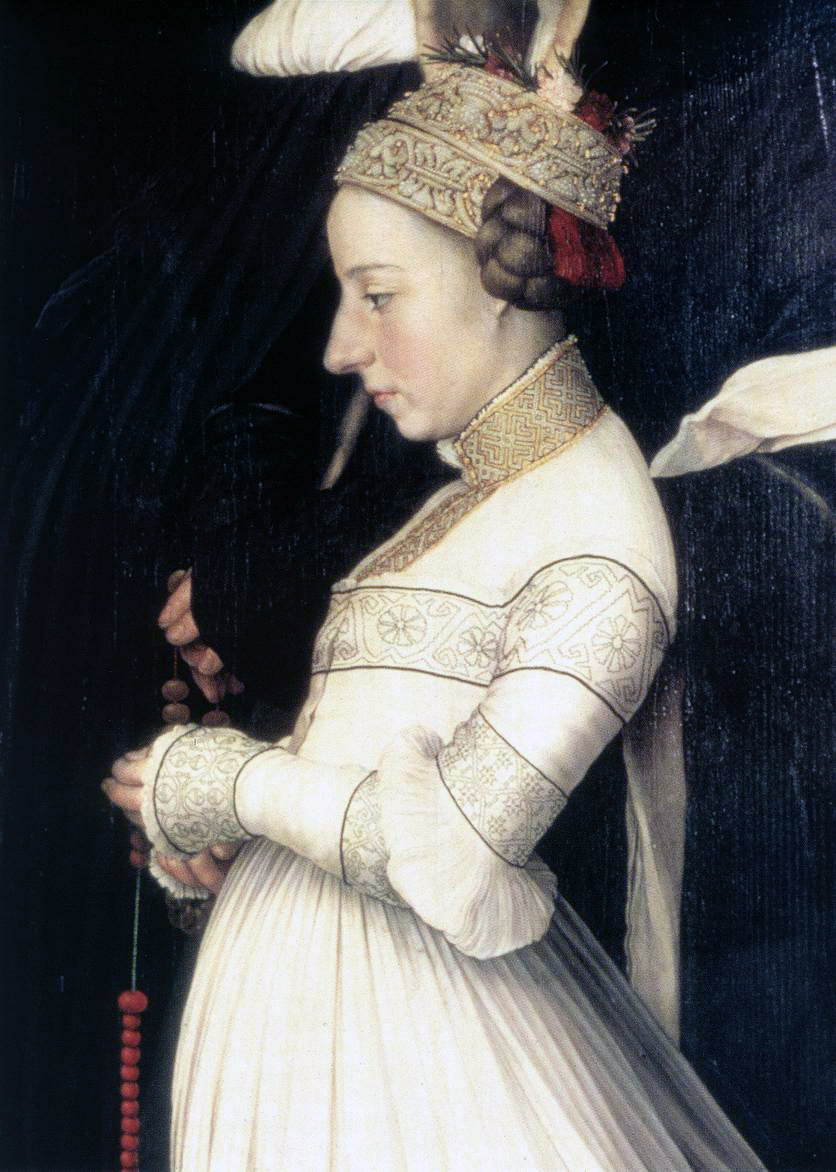
Ausschnitt, Anna Meyer mit Rosenkranz

Der Rosenkranz ist eng mit dem Glaubensbekenntnis verknüpft, mit dem jedes Rosenkranzgebet beginnt. Die rote Farbe des Rosenkranzes, den Anna Meyer in der Hand hält, entspricht der Farbe des Gürtels und stellt damit die Verbindung zwischen Gebet und Passion her, die den sogenannten „schmerzhaften Rosenkranz“ ausmacht, der im Bild wohl dargestellt ist. Unterhalb der Hände Anna Meyers sind die drei einzelnen Perlen zu sehen, die den eigentlichen Kranz mit dem Kreuz, an dem das Kranzgebet beginnt, verbinden. Anna Meyer hält also gerade das Kreuz in der Hand, ihr Glaubensbekenntnis ist damit im Bild festgehalten. Nach der Legende hat Maria selbst den heiligen Dominikus den Rosenkranz zu beten gelehrt. Luther griff die Rosenkränze scharf an: „sie und ihre Frucht werden am meisten von denen vermaledeiet, die mit viel Rosenkränzen sie benedeien“. Möglicherweise besteht der rote Rosenkranz aus roten Korallen, sie galten als Schutz vor bösen Geistern und Krankheiten.
Auch Annas Mutter Dorothea Kannengießer hält einen, wenn auch zurückhaltender gefärbten Rosenkranz. Ob Magdalena Bär ebenfalls einen Rosenkranz hält, lässt sich nicht erkennen, ihre Handhaltung deutet aber darauf hin. Als Medium des Glaubens verbinden die Rosenkränze das persönliche Glaubensbekenntnis gerade auch der Marienverehrung der dargestellten Frauen mit dem Symbolgehalt des Gemäldes.

## Bildgattung
Die Darmstädter Madonna lässt sich keiner Bildgattung eindeutig zuordnen. Anders als um 1500 bei Stifterbildnissen noch üblich, sind die Stifter hier nicht winzig klein dargestellt, der Kontrast zur Madonna ergibt sich nur aus der knienden Haltung der Stifter neben der aufrecht stehenden Madonna. Eine vergleichbar ungewöhnliche Einbeziehung eines Stifters in die Darstellung göttlichen Geschehens zeigt aber beispielsweise Joos van Cleves Triptychon mit der Beweinung Christi von 1524. Zugleich funktioniert das Gemälde auch als Familienporträt und weist damit auf die symbolisch mit Accessoires aufgeladenen Porträts, die Holbein später in England anfertigen wird, hinaus. Gegen die Einordnung als Altarbild sprechen ebenfalls die prominent und lebensgroß dargestellten Stifterfiguren.
Hauptfunktion des Gemäldes dürfte die eines Andachtsbildes oder Epitaphs sein, wobei die im 15. Jahrhundert noch verbreiteten traditionellen Bildtypen der Schutzmantelmadonna und der italienischen Sacra Conversazione jeweils nur angedeutet sind: Der Schutzmantel streift den Stifter nur lose, und auch hier fehlt der traditionelle Größenunterschied zwischen schützender Madonna und winzigen Schutzsuchenden. Anders als bei der traditionellen Sacra conversazione steht die Madonna nicht im Zentrum einer Konversation mit Heiligen, sondern bezieht sich direkt auf die Stifter selbst.
Für ein Epitaph finden sich vergleichbare Gestaltungen deutscher und niederländischer Epitaphien und Memorialgemälde, die Stifterfiguren in hervorgehobener Position mit Figuren oder Szenen der Heilsgeschichte kombinieren. In der Funktion als Epitaph wäre das Gemälde, vermutlich mit einer weiteren Tafel um Namen und Sterbedaten der dargestellten Personen ergänzt, für die Kirche, in der die Stifter bestattet waren bzw. werden sollten, bestimmt gewesen.
Die im 19. Jahrhundert vermutete Funktion als Votivbild gilt inzwischen als widerlegt.

## Einordnung in das Werk Holbeins

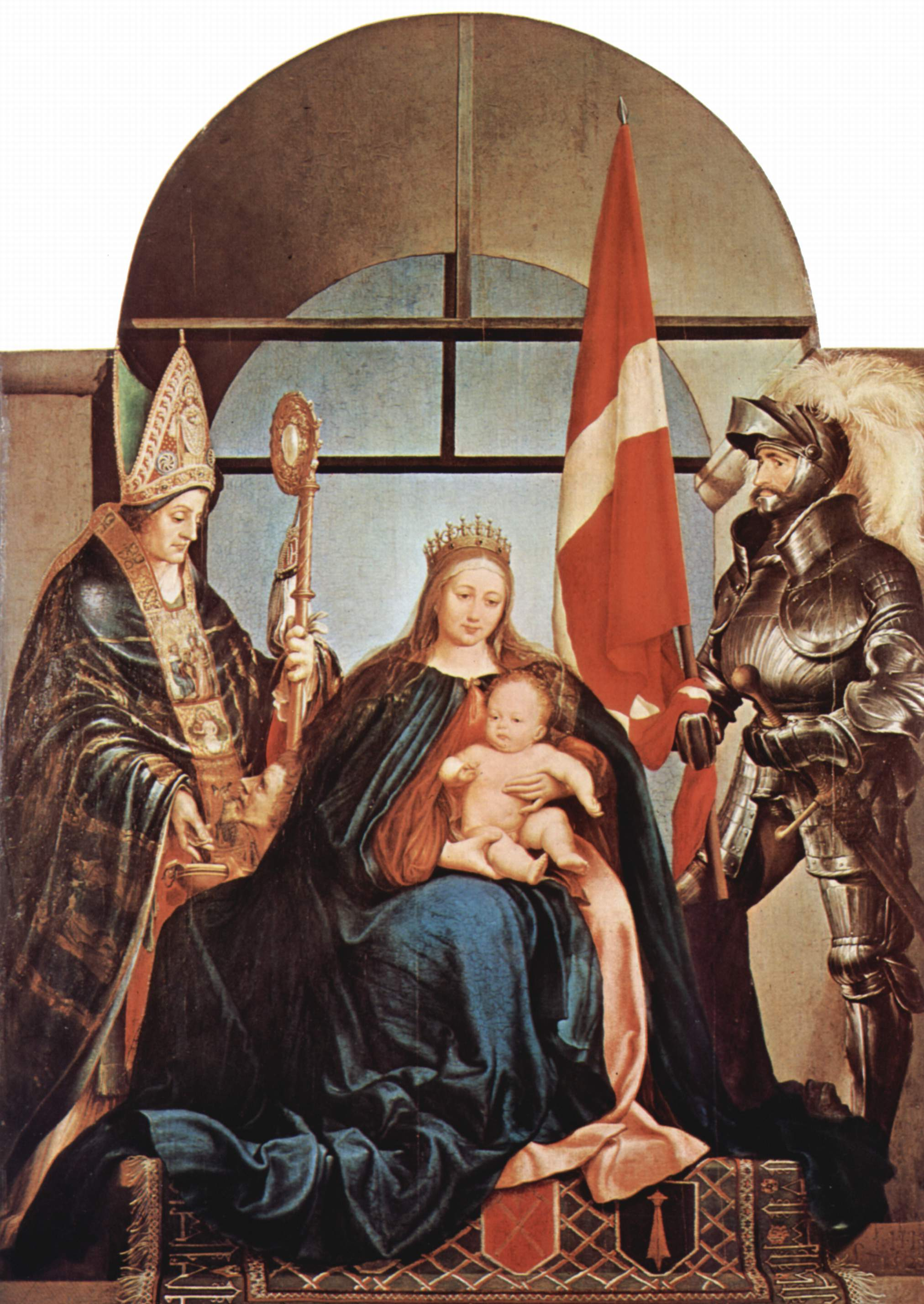
Hans Holbein d. J., Solothurner Madonna, 1522, Lindenholz, 143,5 × 104,9 cm, Kunstmuseum Solothurn

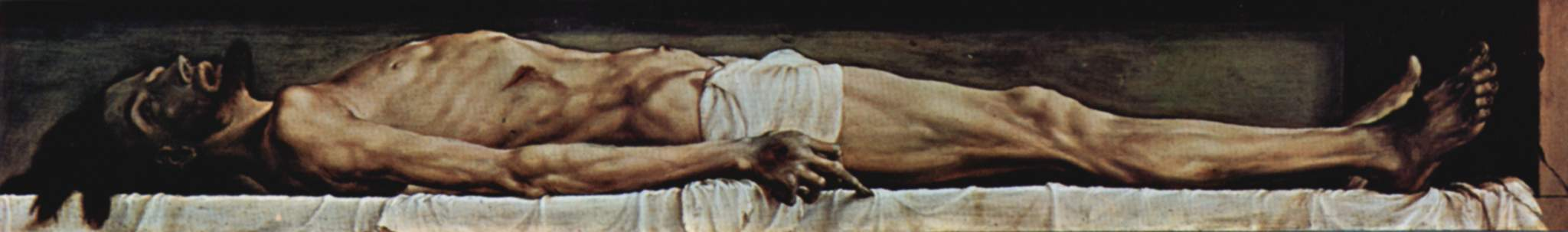
Hans Holbein d. J., Der Leichnam Christi im Grabe, 1521/22, 30,5 × 200 cm, Kunstmuseum Basel

Bei Holbeins Ankunft in Basel im Jahr 1515 bestand dort noch ein Markt für katholisch-religiöse Bildnisse. Mit dem Aufkommen der Reformation in der Stadt um 1520 dürfte die Nachfrage nach solchen Bildthemen zwar deutlich abgenommen haben, trotzdem sind die meisten und gerade auch die großformatigen Tafelbilder, die Holbein in der Basler Zeit vor seinem ersten Englandaufenthalt im Herbst 1526 anfertigte, religiösen Themen gewidmet. Holbein nahm dabei Aufträge aus beiden konfessionellen Lagern an. Hauptsächlich handelte es sich dabei jedoch um (katholische) Altarbilder, von denen viele dem Bildersturm 1529 zum Opfer fielen. Gerade die besonders bekannten religiösen Werke Holbeins aus dieser Zeit, die Solothurner Madonna, die Darmstädter Madonna und Der Leichnam Christi im Grabe sind jedoch in ihrer Funktion unklar.
Wie bei der Darmstädter Madonna ist auch bei der 1522 entstandenen Solothurner Madonna zwar der Auftraggeber, nicht aber der Aufstellungsort bekannt. Beide Gemälde sind in ihren Maßen und der besonderen nach oben aus einem Rechteck ausgreifenden Form sehr ähnlich und wurden lange Zeit für Altarbilder gehalten, während inzwischen auch die Funktion von Epitaphen, also Gedächtnisbildern, oder eine Doppelfunktion plausibel erscheint. Anders als bei dem späteren Gemälde für Jakob Meyer zeigt das Solothurner Bild Maria und das Kind auf einem Thron sitzend, während rechts und links davon die Heiligen Martin und Ursus stehen. Die Stifter sind nur in Form ihrer Wappen auf einem Teppich präsent, der sich auch auf diesem Gemälde zu Füßen der Madonna befindet. Das Gemälde entspricht damit dem Bildtyp der Sacra Conversazione. Die Darmstädter Madonna ist dagegen mit ihren vielfältigen ikonografischen Bezügen weitaus komplexer angelegt. Die fast zeitgleich mit der Solothurner Madonna entstandene Christusdarstellung ist in Format und Drastik der Darstellungsweise innerhalb des Werkes Holbeins einzigartig. Diese beiden ungewöhnlichen Gemälde – Christus im Grabe und die Darmstädter Madonna – lassen vermuten, dass Holbein seinen Auftraggebern hier selbst thematische und ikonografische Vorschläge unterbreitete.
Mit der endgültigen Übersiedlung nach England 1532 verschiebt sich der Schwerpunkt von Holbeins Schaffen hin zur Porträtmalerei, religiöse Themen treten in den Hintergrund.

## Geschichte des Gemäldes

### Die Madonna auf dem Kunstmarkt

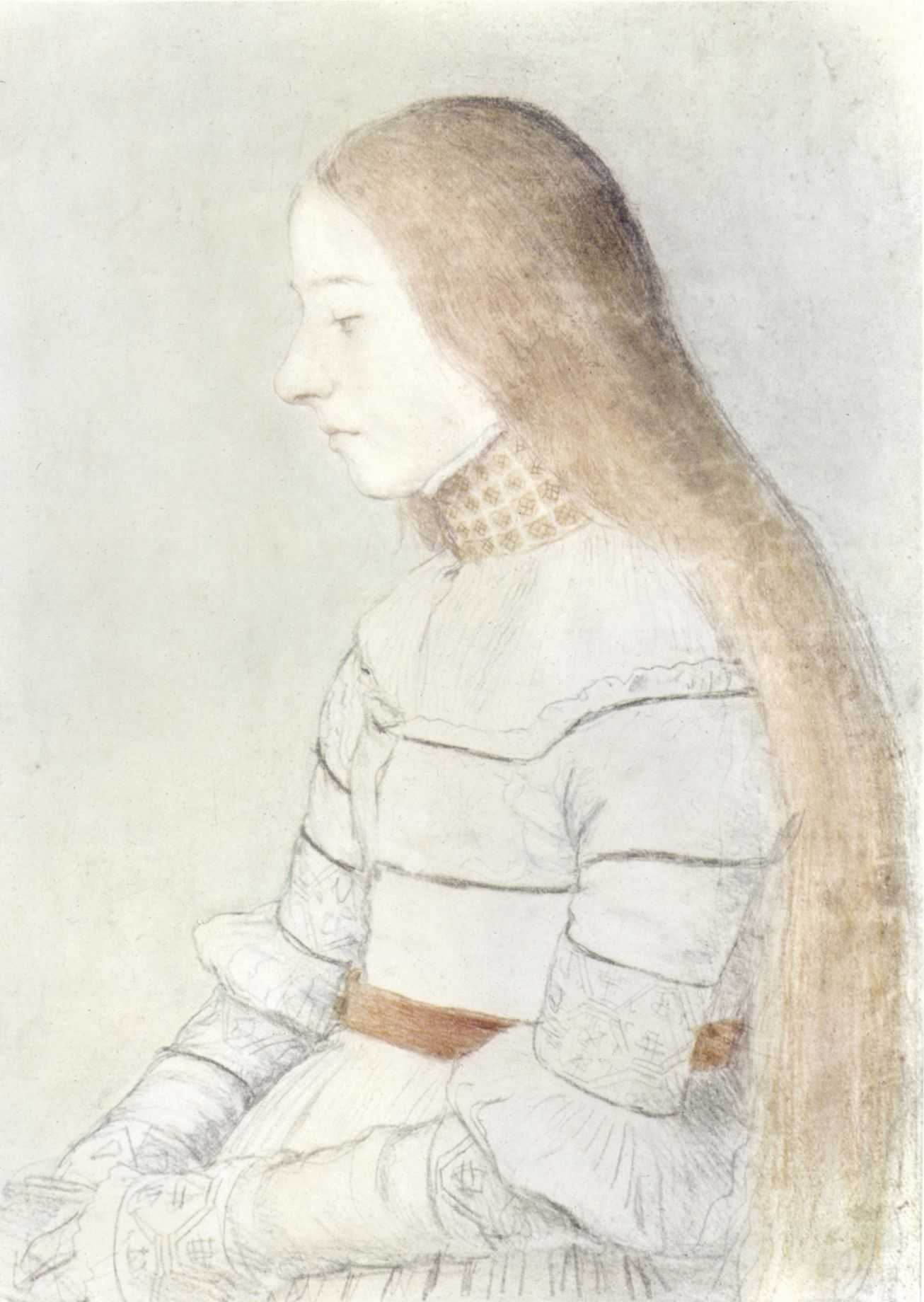
Anna Meyer, Porträtstudie, schwarze und farbige Kreide auf weißem, grünlich getönten Papier, 39,1 × 27,5 cm, Basel, Kunstmuseum Basel, Kupferstichkabinett, Inv. Nr. 1823.142

Nach dem Tod Jakob Meyers erbte seine Tochter Anna das Gemälde. Das Bild blieb bis 1606 im Familienbesitz, dann verkauften die Nachkommen Anna Meyers das Gemälde für 100 Goldkronen an den Basler Diplomaten Johann Lukas Iselin. Nach dessen Tod 1626 erwarb der Amsterdamer Kunsthändler Michel Le Blon, der schon mehrere Werke Holbeins besaß, das Gemälde für 1000 Imperiales. Vermutlich um auf dem Kunstmarkt mehr Profit zu erzielen, ließ Le Blon das Gemälde von Bartholomäus Sarburgh kopieren. Auch Remigius Faesch II, ein Nachkomme Anna Meyers, bat Sarburgh um Kopien der Abbildungen von Anna Meyer und dem Knaben. Faesch besaß Holbeins Doppelporträt von Meyer und seiner zweiten Ehefrau und wollte mit den Kopien möglicherweise seine Ahnengalerie vervollständigen. Le Blon verkaufte das Original für 3000 Gulden an den Bankier Johannes Lössert in Amsterdam. Die Kopie ging ebenfalls an einen Amsterdamer Bankier, der das Gemälde um 1690 einem venezianischen Gläubiger übereignete. Dieser wiederum vermachte das Bild dem Cavaliere Zuane Dolphin (auch: Dolfino), wo es dann von Absolventen der Grand Tour gerne besichtigt wurde. 1743 erwarb König August III. von Sachsen und Polen die inzwischen berühmt gewordene Kopie von Dolphin. Diese Fälschung gelangte so unter dem Namen Holbein’sche Madonna in die Dresdner Gemäldegalerie.
Das Original ging von Lössert an Jakob Cromhout und wurde 1709 zusammen mit dessen Gut versteigert. Danach gelangte es in den Besitz der Herzöge von Lothringen und von dort an den Kunsthändler Alexis Delahante. 1822 stellte Delahante das Gemälde im Salon seines Schwagers, des Komponisten Gaspare Spontini, in Berlin aus. Prinz Wilhelm von Preußen, Bruder des preußischen Königs Friedrich Wilhelms III., kaufte das Gemälde als Geburtstagsgeschenk für seine Frau, Prinzessin Marianne von Hessen-Homburg. Das Gemälde befand sich dann zunächst im Berliner Stadtschloss, in dessen Grünen Salon es hing, bis es 1852 nach Darmstadt überführt wurde, nachdem Prinzessin Elisabeth von Preußen, die den Prinzen Karl von Hessen-Darmstadt geheiratet hatte, das Kunstwerk geerbt hatte, das damit in den Familienbesitz der Großherzöge von Hessen und bei Rhein überging.
Ein Versuch, das Gemälde im Jahr 1919 für das Kunstmuseum Basel zu erwerben, blieb trotz des angebotenen Kaufpreises von 1 Mio. Schweizer Franken erfolglos. Das Haus Hessen verweigerte auch eine Leihgabe für die Ausstellung anlässlich der 400-Jahr-Feier des Holbeinschen Wirkens in Basel 1923.
Von Darmstadt wurde das Gemälde während des Zweiten Weltkrieges 1943 nach Schloss Fischbach in Schlesien ausgelagert und so vor der Zerstörung beim Brand des Darmstädter Schlosses 1944 bewahrt. Im Februar 1945 gelangte das Kunstwerk, nachdem es knapp einer weiteren Auslagerung nach Dresden unmittelbar vor den Luftangriffen auf Dresden entgangen war, zusammen mit anderen nach Osten ausgelagerten Kunstwerken nach Coburg, von wo es im Dezember 1945 von seinen hessischen Eigentümern unter abenteuerlichen Umständen zurück nach Schloss Wolfsgarten bei Darmstadt geholt werden konnte.
1967 schmückte eine Reproduktion der Dresdner Kopie des Gemäldes die Privaträume des Schurken Blofeld im Film James Bond 007 – Man lebt nur zweimal.

### Original und Fälschung: Der Dresdner Holbeinstreit

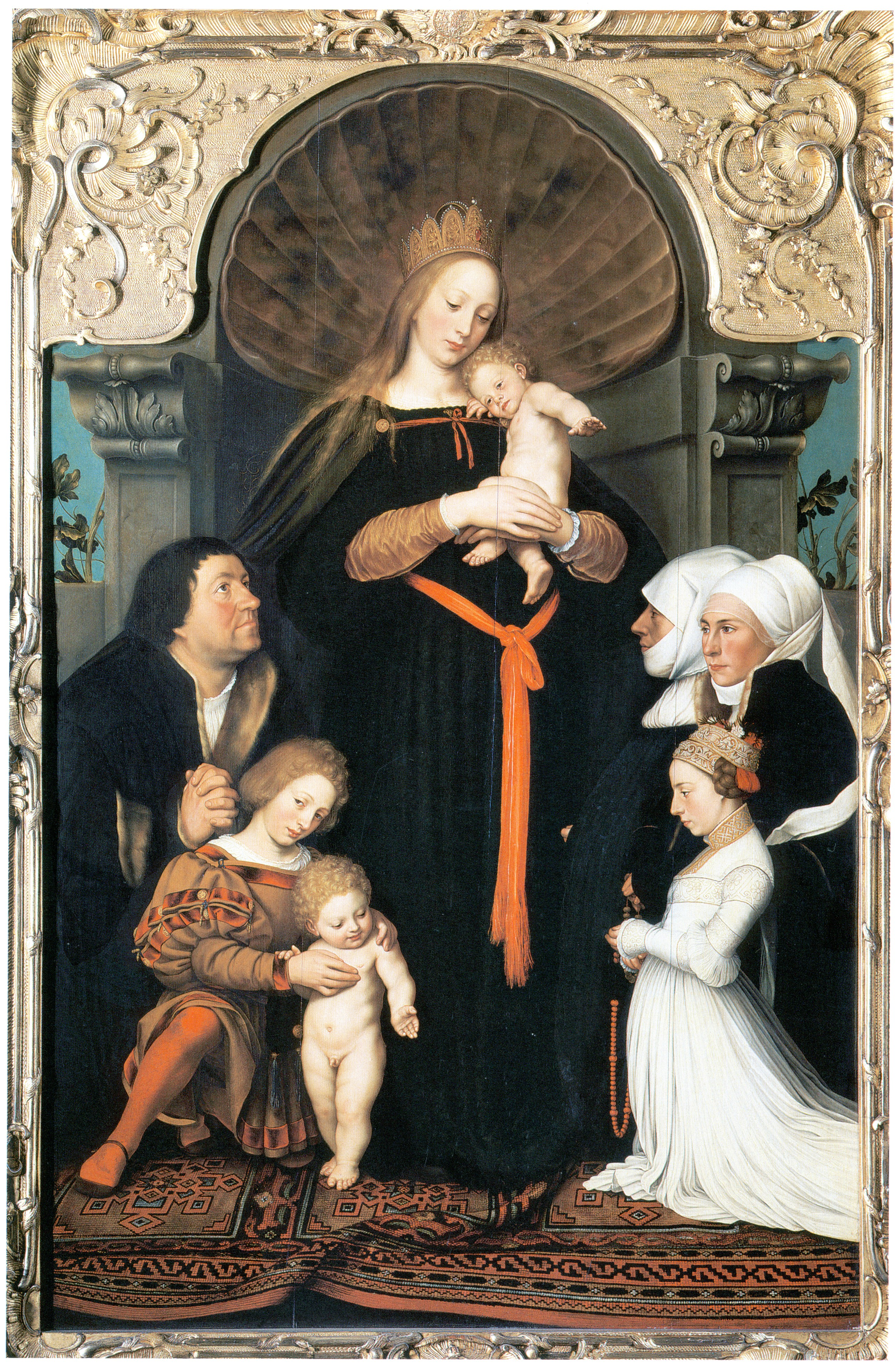
Dresdner Kopie des Bartholomäus Sarburgh

Im 19. Jahrhundert kam es zum Streit, welche der beiden Fassungen, die in der Gemäldegalerie in Dresden gezeigte oder die im Darmstädter Schloss aufbewahrte, das originale Werk sei. Dabei wurde das Dresdner Gemälde, das sich später als Kopie herausstellte, von den Zeitgenossen und auch von damaligen Künstlern vielfach als das schönere, vollendetere angesehen. Der Kopist hatte, als er im 17. Jahrhundert Holbeins Gemälde kopierte, einige Veränderungen vorgenommen, die dem Zeitgeschmack des 19. Jahrhunderts immer noch mehr zu entsprechen schienen als Holbeins Original. Es kam zum großen Streit unter Künstlern, Kunsthistorikern und dem kunstinteressierten Publikum. Eine eigens ausgerichtete Holbeinausstellung 1871 in Dresden sollte dem Publikum Gelegenheit bieten, sich seine Meinung zu bilden und in bereitgestellten Alben niederzuschreiben. Zwar war die Beteiligung gering, doch gilt dies als die erste empirische Untersuchung im Bereich der psychologischen Ästhetik. Gegen die Meinung von Publikum und Künstlern setzten sich schließlich die Kunsthistoriker mit ihrer Auffassung durch, das Darmstädter Gemälde sei das Original. Die Untersuchungen mittels Röntgen und Infrarot bestätigten später den auch mit bloßem Auge erkennbaren Befund, dass das Darmstädter Gemälde mehrfach verändert wurde und dabei mit den erhaltenen Kreidestudien korrespondierte, während das Dresdner Bild nur die letzte Fassung des Darmstädter Bildes wiedergibt. In der Folge schrieb Emil Major 1910 das Dresdner Gemälde dem Maler Bartholomäus Sarburgh zu und datierte die Entstehung auf zwischen 1635 und 1637.

### Raffael und Holbein: Bedeutung im 19. Jahrhundert

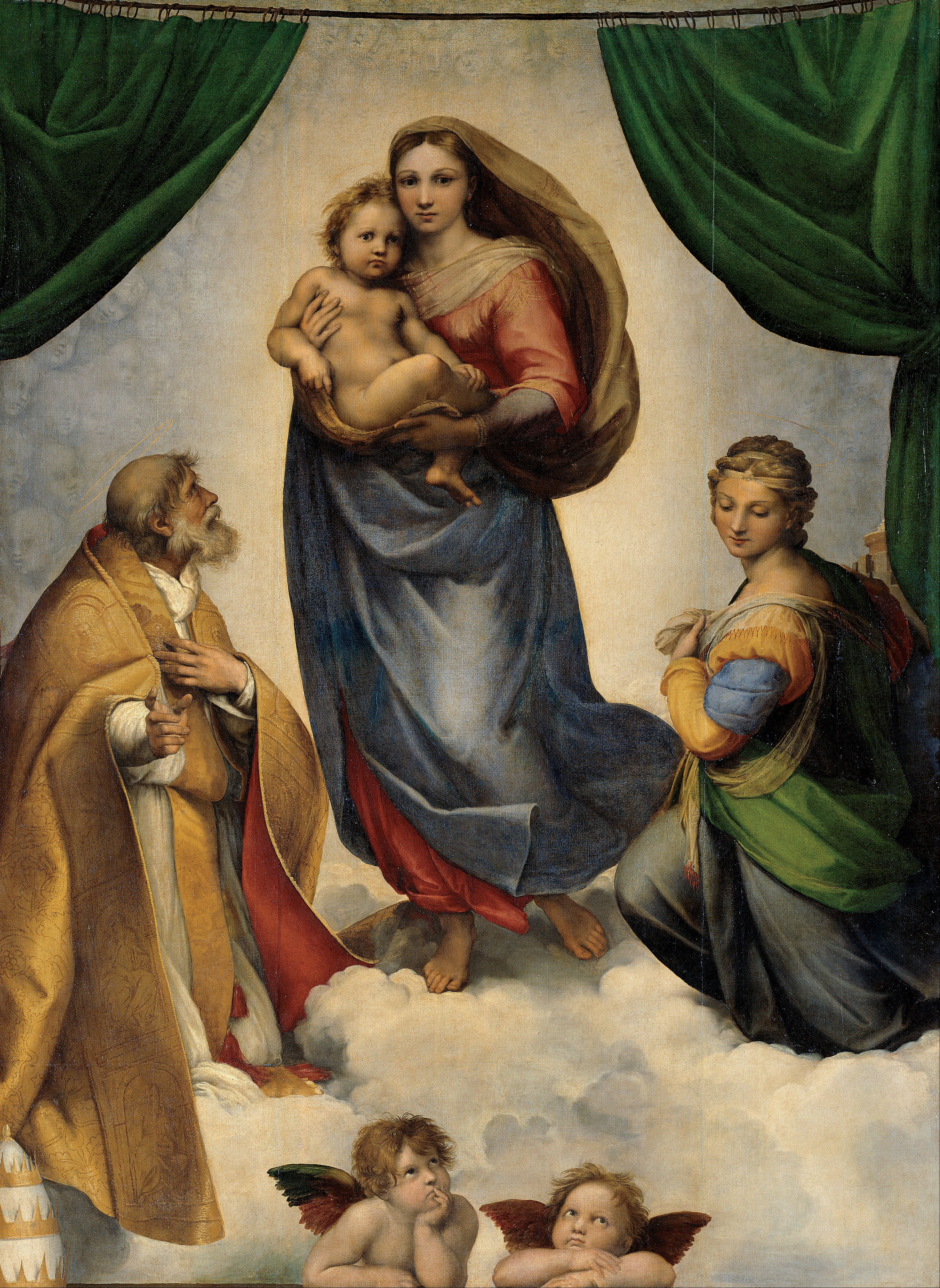
Raffaels Sixtinische Madonna, 1512/1513

Die Betrachtung der Madonna in Dresden, damals das weitaus berühmtere Exemplar, stand unter dem Vorzeichen des Vergleichs mit Raffaels Sixtinischer Madonna, die, ebenfalls in der Dresdner Gemäldegalerie ausgestellt, zur Diskussion der Unterschiede und jeweiligen Vorzüge geradezu einlud. Der Direktor der Dresdner Galerie Julius Schnorr von Carolsfeld hatte 1855 die Gleichrangigkeit der deutschen und italienischen Malschulen propagiert und dies am Beispiel der Holbein’schen und der Sixtinischen Madonnen festgemacht. Holbein verdrängte nun als „Raffael des Nordens“ Albrecht Dürer von der Position des berühmtesten deutschen Künstlers. Im Dresdner Holbeinstreit wurde deshalb die Verteidigung der Echtheit der Dresdner Fassung, die ja als Raffael ebenbürtig eingeschätzt worden war, auch zur national motivierten Aufgabe. Aber selbst nachdem die Dresdner Madonna als Kopie erkannt war, musste sie trotzdem weiter für diese Vergleiche herhalten. Sigmund Freud zog im Dezember 1883 nach einem Besuch in der Dresdner Gemäldegalerie das Fazit:

„In einem kleinen Seitengemach entdeckte ich was nach der Art der Aufstellung eine Perle sein mußte. … es war die Madonna von Holbein. Kennst Du das Bild? Vor der Madonna knien rechts mehrere häßliche Frauen und ein anmutloses kleines Fräulein, links ein Mann, mit einem Mönchsgesicht … Die Madonna … schaut so heilig herunter auf die Betenden. Ich ärgerte mich über die gewöhnlichen häßlichen Menschengesichter, erfuhr später, daß es Porträts der Familie des Bürgermeisters von X wären, der das Bild für sich bestellt. Auch das kranke, mißratene Kind, das die Madonna im Arm hält, soll gar nicht das Christuskind sein, sondern der arme Bürgermeisterssohn, dem aus diesem Bilde Heilung erwachsen sollte. Die Madonna selbst ist nicht gerade schön, die Augen sind vorquellend, die Nase lang und dünn … Nun wußte ich, daß auch eine Raphaelsche Madonna da sei und fand sie endlich … Ein Schönheitszauber geht von dem Bild aus, den man sich nicht entziehen kann … Die Holbeinsche ist weder Weib noch Mädchen, die Erhabenheit und heilige Demut läßt keine Frage nach ihrer näheren Bestimmung aufkommen. Die Raphaelsche aber ist ein Mädchen, man möchte ihr sechzehn Jahre geben, schaut so frisch und unschuldig in die Welt hinein, halb gegen seinen Willen drängte sich mir auf, sie sei ein reizendes, Sympathie erweckendes Kindermädchen, nicht aus der Himmelswelt, sondern aus der unsrigen.“

Nach einer im 19. Jahrhundert gängigen, inzwischen aber verworfenen, Interpretation lag der Darstellung eine Legende vom Kindertausch zugrunde: Ein Elternpaar habe für sein krankes Kind gebetet, da sei Maria mit ihrem Sohn auf dem Arm erschienen, habe das Jesuskind abgesetzt und stattdessen das kranke Kind in ihren Arm genommen, von wo es den Eltern zum Abschied zuwinkte. Diese Deutung wurde vor allem an dem Kontrast zwischen dem leidenden Gesichtsausdruck des Jesuskindes und dem fröhlicheren Kleinkind im Vordergrund festgemacht. Teilweise wurde sogar angenommen, es handle sich bei dem kranken Kind um ein Kind des Bürgermeisters, und das Gemälde sei ein Votivbild.

### Darmstadt und Frankfurt: Der Hessische Museumsstreit
Abgesehen von der Evakuierung während des Zweiten Weltkriegs befand sich das Gemälde seit der Mitte des 19. Jahrhunderts in Darmstadt und erhielt dadurch die Bezeichnung „Darmstädter Madonna“ – wohl auch in Abgrenzung zu Holbeins zweitem großen Marienbildnis, der Solothurner Madonna. Ab 1965 wurde es dort im Schlossmuseum Darmstadts gezeigt. Aus dem Besitz der Erben der hessischen Großherzöge ging es 1997 in das Eigentum der Hessischen Hausstiftung über. Im Jahr 2003 kam das Gerücht auf, die Stiftung wolle das kostbare Gemälde veräußern, um damit Erbersatzsteuer zu bezahlen. Schließlich gab Heinrich Donatus Prinz von Hessen im Juli 2003 bekannt, das Gemälde werde dauerhaft als Leihgabe an das Städelsche Kunstinstitut in Frankfurt gegeben, weil dieses sich immer mehr zur „hessischen Staatsgalerie“ entwickle. Daraufhin kam es zum Streit zwischen den politischen und kulturellen Institutionen in Darmstadt und Frankfurt am Main, die jeweils das Gemälde auf Dauer in ihrer Stadt halten wollten. Im September 2003 konnte der Streit beigelegt werden. Die Hessische Hausstiftung erklärte, „dass die Madonna nach der Ausstellung im Städel, Frankfurt, in die Stadt Darmstadt zurückkehrt. […] Dort soll die Holbein-Madonna nach Abschluss der Renovierung des Landesmuseums ihren Dauerausstellungsplatz finden.“ Das Städel zeigte sodann im Frühjahr 2004 eine Ausstellung mit dem Titel „Der Bürgermeister, sein Maler und seine Familie“, in dessen Mittelpunkt die Madonnendarstellung stand. Erstmals sollte in der Ausstellung auch die Dresdner Kopie neben dem Original gezeigt werden, die dann jedoch aus konservatorischen Gründen nicht ausgeliehen wurde.

### Ankauf durch die Sammlung Würth, Umzug nach Schwäbisch Hall
Die Hessische Hausstiftung kündigte den Leihvertrag aus dem Jahr 2003 zum Ende des Jahres 2010. Das Gemälde blieb zunächst im Städel, ein Ankauf von staatlicher Seite scheiterte jedoch trotz eines Gebotes von 40 Mio. Euro. Die Hessische Hausstiftung verkaufte das Gemälde im Juli 2011 daraufhin zu einem ungenannten Preis, der bei rund 50 Mio. Euro liegen soll, an den Unternehmer und Kunstsammler Reinhold Würth. Es wäre damit eines der am teuersten verkauften Gemälde überhaupt.
Seit Januar 2012 ist das Gemälde im Chor der Johanniterkirche in Schwäbisch Hall ausgestellt. Von Januar bis Juli 2016 wurde es im Rahmen einer Holbein-Ausstellung im Berliner Bode-Museum gezeigt. Von August bis November 2016 war es als zentrale Leihgabe zur Eröffnungsausstellung Europa in der Renaissance im neuen Erweiterungsbau des Landesmuseums Zürich zu sehen. Von November 2023 bis Februar 2024 war es im Rahmen der Ausstellung Holbein und die Kunst im Norden im Städel Museum in Frankfurt zu sehen.

## „Madonnenkinder“
Nach dem Zweiten Weltkrieg hatten die letzten Nachfahren des Hessen-Darmstädtischen Fürstenhauses, Prinz Ludwig (1908–1968) und seine Frau, Prinzessin Margaret (1913–1997), die „Darmstädter Madonna“ für einen sozialen Zweck zur Verfügung gestellt: Sie liehen das Gemälde an das Kunstmuseum Basel aus und bekamen dafür im Gegenzug die Möglichkeit, jährlich 20 erholungsbedürftige Darmstädter Kinder vier Wochen lang nach Davos zu schicken. Für die Kinder, die an diesen Ferienaktionen teilnehmen konnten, bürgerte sich der Begriff „Madonnenkinder“ ein. Organisiert wurden die Ferien vom Darmstädter DRK, dem Prinzessin Margaret eng verbunden war. Damit die Kinder wussten, wem sie ihre Reise zu verdanken hatten, erhielten sie bei ihrer Abreise eine von Prinzessin Margaret handsignierte Postkarte mit dem Bild der „Darmstädter Madonna“, und bei jeder Anreise war ein Zwischenstopp in Basel zur Besichtigung des Holbein-Gemäldes obligatorisch.
Reinhold Würth und der Darmstädter Oberbürgermeister Jochen Partsch ermöglichten den Madonnenkindern ein Wiedersehen mit der „Darmstädter Madonna“ im Oktober 2012 in Schwäbisch Hall, eine erneute Reise fand im August 2015 statt.
Michael Kibler griff die Geschichte der Madonnenkinder im Jahr 2005 für einen Roman auf.